# エフエムナックファイブ
株式会社エフエムナックファイブ（NACK5、英: FM NACK5 CO., LTD.）は、埼玉県を放送対象地域とするFMラジオ放送の特定地上基幹放送事業者である。

## 局の概要
1988年（昭和63年）10月31日に「エフエム埼玉」（エフエムさいたま）として開局。当初愛称はNACK FIVEで、のち現行ロゴと共にNACK5という表記が出来上がった。2001年にはエフエムナックファイブが会社の正式名称となった。
関東においては、横浜エフエム放送に次ぐ、特定の系列に属さない独立系FMラジオ放送である。
名前の由来は、周波数の79.5 MHzの語呂合わせである【7（な）・9（く）・5（Five＝ファイブ）】。一部のパーソナリティは番組内で「79点5、だからNACK5」とコメントする場合がある。なお、当初ラテ欄では「FM795」と表記されていた。多くは「NACK5」であるが、さらに略して「NACK（ナック）」とも呼ばれる。
キャッチフレーズは、2024年4月1日から、「No.1 HOT STATION NACK5」（ナンバーワン・ホットステーション・ナックファイブ）を使用している。2016年10月1日から2024年3月31日までは、「make the future FM NACK5」（メイク・ザ・フューチャー・エフエムナックファイブ）を、2016年9月までは「Challenge for the future FM NACK5」（チャレンジフォーザフューチャー・エフエムナックファイブ）だった。

### 事業所
- 本社：埼玉県さいたま市大宮区錦町682番地2 JACK大宮11階（〒330-8579）
- 東京支社：東京都中央区銀座4丁目1番 北数寄屋ビル1階（〒104-0061）

### 可聴エリア
開局当初から受信環境の悪かった埼玉県北西部の聴取環境改善のため、1998年（平成10年）6月に、本局の送信所を浦和市（現・さいたま市）の平野原送信所から、比企郡都幾川村（現・比企郡ときがわ町）の飯盛峠に移設し、送信所アンテナの地上高が高くなったことで、可聴エリアが関東平野一円に広がった。また送信所を移転してからは、ビデオリサーチの聴取率調査の首都圏対象地域も可聴エリアに入ったことから、調査の対象になった。
5月から8月頃に発生するスポラディックE層により、同じ周波数であるエフエム長崎の電波と混信する場合がある。

### 放送内容
20歳代をコアターゲットとしたコンテンポラリー音楽のヒット曲を中心とする編成（CHR）は基本的に維持しつつ、隣県他局と差別化を行っている。
声優・アニメ系番組やバラエティ要素の強い番組が多く、若者向け総合放送局の色彩が濃い。また、電波がほぼ関東地方全域に行き渡るほどの放送エリアの広さから、CM・スポーツを除くと埼玉ローカル色は抑えた内容にされている。
全曜日午前5時基点であり、平日と土日の時報スポンサーの切り替わりも午前5時であるが、かつては基点をまたぎ、午前6時まで放送する番組が多いのが特徴であった。しかし、2013年4月からは平日深夜の『STROBE NIGHT!』が1時間短縮され『NACK5時ラジ』が開始、また2016年10月からは金曜深夜『FANTASY RADIO』が短縮され『Startup Saturday』が開始し、『手賀沼ジュンのウナンサッタリ・パンツ』も2018年春改編で短縮され『THE SONG OF MIND』『ディスカバー彩の国』が開始されたことで、基点をまたぐ番組は消滅した。
独立局では珍しく報道局「ニュースルーム」（旧称「報道情報センター」。2010年秋より改称）を持ち、ニュース・天気予報や埼玉県の道路交通情報が多い。また、「MORNING LINE」、「AFTERNOON LINE」、「NACK5経済情報」などのミニニュース番組を放送しているのも特徴である。また、気象警報や鉄道運行情報も、番組中に頻繁に随時挿入される。
独立局であるため、改編期以外に小規模な改編が行われる場合がある（放送時間の5分から10分程度の短縮・拡大、番組の枠移動など）。他局でも見られる傾向はあるが、NACK5は小規模改編が多め。

#### 番組の特徴
- 他のFM局に比べ、トークを中心とした番組の割合が高い[8]。パーソナリティもディスクジョッキーは少なく、ラジオパーソナリティ、歌手、お笑いタレント、しかも埼玉県出身者が中心である。
- FM局としては珍しく、アニラジ番組や、演歌・歌謡曲をテーマにした番組がある。番組販売も盛んに行われており、『松山千春 ON THE RADIO』は、全国17局ネットで放送されている（アニラジは地方AM局からの逆ネットもある）。
- 日本のFM局で初めてスポーツの実況中継をしたことで知られ、スポーツ番組に注力している。埼玉県にフランチャイズを置くプロ野球・埼玉西武ライオンズ戦や、Jリーグ・浦和レッズ・大宮アルディージャ戦の実況中継を生放送している（年間を通して、定期的にスポーツ中継を行っているFM局は他にない）ほか、スポーツ情報番組が盛んに放送されている[8]。
- 一時期、番組名の頭に「NACK」をつけた番組が多く制作された。それらは「WITH YOU」「ON TOWN」「AFTER5」など「NACK」を外した名前で通称とされた。

### CM
埼玉県に本社を置く企業や、西武鉄道が筆頭株主の関係上、西武グループの企業が多く占めている。可聴範囲が広いことから東京都区部・多摩地域や栃木県・群馬県・茨城県ローカルの企業（パチンコ店・不動産業者・結婚式場・自動車販売店など）・私立学校のスポットCMも流れる。冬場はスキー場のCMが多く流れ、移動体通信事業者や飲料企業・石油元売企業といった大手企業のCMも多い。ラジオ時報CMは一社提供、平日と休日で出稿社が異なる（→#時報スポット）。

### ジングル
通常のステーションジングル の他に、夏季シーズン（毎年7月半ばから8月中）は「夏の風景バージョン」（風鈴、ししおどし、鳥の鳴き声、ホラー調など。5秒バージョンが多い）、秋は鈴虫バージョン、12月1日から25日まではクリスマスジングル（「赤鼻のトナカイ」がBGMの5秒バージョンと、「恋人たちのクリスマス」がBGMとクリスマスメッセージ「Marry Christmas, from NACK5.」の10秒バージョン2種類の計3種類）が流れる。
オープニングアナウンスの後は「This is NACK5♪」というジングルがある。
『FUNKY FRIDAY』のジングルは通常とは異なり、銀座スタジオのスタッフが選んだものである。
2008年4月から10月は開局20周年記念ジングル（「Happy 20th Anniversary FM NACK5～♪」と歌うもの）が流れていた。さらに2013年6月24日から10月は開局25周年記念ジングル（「25th Anniversary FM NACK5～♪」「A Happy Thanks Year FM NACK5～♪」）が流れている。

### 記念ソング
2005年に本社移転に伴い記念ソングが作成された。ステーション・イメージソングとしてaccessが起用され「CATCH THE RAINBOW」がテーマソングとして起用された。
2006年には、かかしによる「We are the NACK5」という楽曲が作成され、当時のNACK5のほぼ全ての番組パーソナリティが参加した。「様ソニ」というNACK5のカウントダウンイベントのテーマソングとして作成されたこの楽曲は、2006年・2007年・2008年と3つのバージョンが存在し、年末年始の日中やプライムタイムを中心として流された。
2008年に開局20周年記念ソング「NACK 5」(DOMINO ＆ KAIOH）が制作された。この楽曲では、2008年秋改編時点で放送されていたワイド番組名・NACK5・キャッチフレーズであるChallenge for the futureというフレーズが数多く織り込まれており、20周年特番「STAR RADIO」前には大量オンエアされ、「STAR RADIO」の終わりにDJ・リスナーらがアルシェ前にて踊った。ちなみにSUPER EUROBEAT VOL.192 〜LET'S PARTY〜に収録されている。
2013年、開局25周年記念イメージソングとして「25」が決定した。2013年でファイルレコード設立25周年になるのに合わせてラッツ&スターの鈴木雅之、佐藤善雄、桑野信義、ゴスペラーズの村上てつや、黒沢薫、酒井雄二、AJIのメンバー全員が集まり「FUTURE FILE 25 ALL STARS」というスペシャルユニットを結成して作成した楽曲となっている。

### NACK5イメージソング
NACK5イメージソングは、1988年の開局に合わせて作られた曲である。開局前の試験電波発射時、コールサイン読み上げの後に曲をずっと流していた。
イメージソングは2曲存在する。
- DJ PLEASE
- This good beat the night

### 聴取率
J-WAVEとともに、関東地方でFM局聴取率1、2位を争うFMラジオ局である。2004年4月期・2006年12月期・2009年6月期・2012年2月期・2012年12月の聴取率調査（首都圏35キロ圏）にて、NACK5はFM全局での聴取率首位を獲得している（2004年はJ-WAVEと同率、2006年12月・2009年6月はM1層+F1層の平日平均で単独、2012年2月期はM1層、M2層＋F1層、F2層で単独。さらに2012年12月期はAM、FM局の首都圏全ラジオ局中、M1・M2、F1・F2層で単独首位だったことに加え、月曜日 - 木曜日のすべての生ワイド番組が単独首位を獲得している）。近年の2018年6月でもFM全局でJ-WAVEに0.1％差で2位を獲得しており、AM局を入れてもニッポン放送と同率で3位である。2018年4月度では首都圏35キロ圏でM1・F1層首位、2020年6月度では1都3県でM1・F1層首位、2020年8月期では首都圏AM・FM全局中、M1・M2、F1・F2層で平日平均・週平均ともに単独首位 を獲得しており、若年層のシェアは盤石なものとなっている。

### キャラクター
公式キャラクターとして「らじっと君」が制定されている。モチーフはウサギで、水色の体をしている。名前の由来は「ラジオ+ラビット（ウサギ）」の造語である。
ラジオキャラなのに無口で愛想がない変わり者だが、根は優しく、コミュニケーション力は抜群。座右の銘は「足で稼ぐ」。誕生日は3月3日 (桃の節句・耳の日) 、出生地はときがわ町。
週間番組表などでは、基本的にNACK5パーソナリティの写真が掲載されるが、一部のパーソナリティにおいて、所属事務所の方針で写真の使用が認められていない、代役のパーソナリティが担当するなどの事情で写真が用意できない場合は、「らじっと君」に差し替えられる。
2019年2月22日公開の映画『翔んで埼玉』では、NACK5のキャラクターとして着ぐるみ姿で登場した。

### 開局25周年記念事業
開局25周年のコンセプトは「A Happy Thanks Year!」で、様々な企画が行われた。
「NACK5 25周年」×「西武鉄道 100周年」記念ラッピング電車
NACK5が2013年で開局25周年を迎えることに伴い、2012年より100周年記念イベントを実施している西武鉄道とコラボレーションしたラッピング電車。運行期間は2013年4月27日 - 10月31日。出発セレモニーは4月27日に行われ、中継レポーターとして小笠原聖が参加した。
「NACK5 25周年」×「富士山世界遺産登録」記念特設スタジオ
NACK5の開局25周年と富士山の世界遺産登録を記念して開設した特設スタジオ。2013年7月13日 - 9月1日の間、金曜日を除く毎日、レポーターの大西蘭が富士山の天気や登山情報、富士山のうんちくなどを放送する。なお、スタジオはニコニコ動画と兼用で使用される。放送時間などは「使用スタジオ」を参照。
また、スタジオ開設に合わせて、『The Nutty Radio Show おに魂』火曜パーソナリティーのきっくん、水曜パーソナリティーの夏江紘実、『GOGOMONZ』パーソナリティーの三遊亭鬼丸など、NACK5パーソナリティが富士山への登山に挑戦した。

## 資本構成
企業・団体の名称、個人の肩書は当時のもの。出典：

### 2016年3月31日
| 資本金 | 発行済株式総数 | 株式数 |
| ------ | -------------- | ------ |
| 8億円  | 16,000株       | 38     |

| 株主             | 株式数  | 比率   |
| ---------------- | ------- | ------ |
| 西武鉄道         | 2,120株 | 13.25% |
| 埼玉県           | 1,600株 | 10.00% |
| 読売新聞東京本社 | 1,600株 | 10.00% |
| 朝日新聞社       | 0,960株 | 06.00% |
| 日本経済新聞社   | 0,960株 | 06.00% |
| 中日新聞社       | 0,960株 | 06.00% |
| ニッポン放送     | 0,800株 | 05.00% |
| 埼玉りそな銀行   | 0,640株 | 04.00% |

## 沿革
- 1984年（昭和59年） - 郵政省（現・総務省）が山形・埼玉・千葉・奈良・岡山・徳島・鹿児島の7県に県域民放FM局の周波数を割り当て。
- 1988年（昭和63年）
  - 3月 - 株式会社エフエム埼玉設立（本社は埼玉県浦和市常盤四丁目16番2号、送信所は浦和市道場の平野原送信所）。設立には西武鉄道が深く関わった。現在も筆頭株主である。
  - 10月31日 - FM埼玉 (FM795) として、FMでは全国29番目に開局。

昭和時代最後に開局した放送局である。
当日は午前5時から放送開始、「ヤング・ミセス・ゾーン」（8:00 - 13:00）、「アダルト・ゾーン」（13:00 - 17:00）、「ティーンエイジ・ゾーン」（17:00 - 21:00、ゲスト:タモリ、武内享（当時チェッカーズ）、チャゲ&飛鳥、アマゾンズ）、「ヤング・ゾーン」（21:00 - 26:00、ゲスト:近藤等則、野田幹子）、「ミュージック・ゾーン」（26:00 - 29:00）などにパートを分けて終日開局記念番組を放送した。通常番組は翌日11月1日から放送開始。
- 1989年（平成元年）4月 - FM初のスポーツ中継として西武ライオンズ（現・埼玉西武ライオンズ）戦のプロ野球中継・サタデー&サンデーライオンズ放送開始。
- 1997年（平成9年）4月 - NACK WITH YOU、NACK ON TOWN、THE BLINK、ONEの平日の帯番組4番組スタートを含む大改編を行う。
- 1998年（平成10年）6月 - 本局の送信所を飯盛峠（比企郡都幾川村〈現・比企郡ときがわ町〉）に移設。
- 2001年（平成13年）7月 - 商号を株式会社エフエムナックファイブに変更。
- 2005年（平成17年）
  - 4月1日 - 本社をさいたま市大宮区錦町のJACK大宮に移転。それに伴い各昼間の番組のストリーミング中継を廃止。
  - 6月 - ウェブサイトをリニューアル。
- 2007年（平成19年）
  - 3月31日 - ウェブサイトをリニューアル。
  - 5月14日 - さいたま市大宮公園サッカー場の命名権を取得。契約期間は6年、金額は1億8000万円。同スタジアムは2013年まで、「NACK5スタジアム大宮」となる。
- 2009年（平成21年）4月 - ウェブサイトをリニューアル。
- 2010年（平成22年）4月 - サタデーライオンズがデーゲームのみ放送、かつ最大延長は17:00までとなり実質上の縮小。サンデーライオンズは今までどおり。
- 2011年（平成23年）
  - 4月 - 1997年4月以来の大改編を行う。サタデーライオンズはホームゲームのナイターのみと大幅縮小（サンデーライオンズは今までどおり）となる一方、土曜日のJリーグ中継を積極的に実施するようになる。
  - 4月12日 - 午前10時よりインターネットでのサイマル放送「radiko」を試験的に開始（当初の配信エリアは埼玉県・東京都・神奈川県・千葉県の1都3県）。
  - 10月1日 - NACK5へのメッセージ投稿方法が変更される。メッセージの受付方法が電子メールから公式サイト内のメッセージフォームからの投稿に変わる（FAXは今までと変わらず）。そのためこれまでの【〜＠nack5.co.jp】の電子メールアドレスは廃止された。同時にモバイルサイトも大幅リニューアル。
- 2012年（平成24年）
  - 3月21日 - さいたま市大宮公園サッカー場の命名権を延長。契約延長期間は2年、金額は4000万円。同スタジアムは2015年度まで、「NACK5スタジアム大宮」となる[19]。
  - 10月 - ウェブサイトをリニューアル。
- 2013年（平成25年）
  - 7月1日 - 「radiko」の配信エリアを、茨城県・栃木県・群馬県を含めた関東地方1都6県へ拡大。
  - 7月13日〜9月1日 - 富士山の本八合目山小屋「江戸屋」にサテライトスタジオを設置。元NHKキャスターの大西蘭が滞在し、約2カ月間に渡って富士山の情報を伝える。
  - 10月31日 - 開局25周年。特別番組 『We love SAITAMA We love NACK5』を9時から23時まで14時間にわたって放送。
- 2014年（平成26年）4月1日 -「radiko.jpプレミアム」にて日本全国への配信を開始。
- 2016年（平成28年）10月 - 2011年4月以来の大改編を行う。26年半間続いた『WARMING-UP MUSIC』が終了。他、金曜日の深夜から土曜日の夕方にかけてワイド番組の時間配分を変更。
- 2018年（平成30年）
  - 1月 - NHKさいたま放送局とのコラボレーションイベント『ナック(79.5)に初恋(85.1)！埼玉ラジオフェス』[20] を共同開催し、パーソナリティーが相互の放送局に相乗り出演した。
  - 10月30日12:00より10月31日18:00まで30時間の生放送でFM NACK5 開局30周年記念特別番組『30年ありがとっ！NACK5祭りだワッショイ！』Part1 - 10を放送した。
- 2020年（令和2年）
  - 2月28日 - スタジオアルシェからの公開生放送を、新型コロナウイルス感染拡大防止のため、当面の間休止（1回目）。
  - 3月30日 - ウェブサイトをリニューアル。2016年10月以来の大改編を行う。3年半続いた『大野勢太郎の楽園ラジオ〜パワー全開!!〜』が終了。他、土曜日の朝から夕方にかけてワイド番組の時間配分を変更。
  - 4月20日 - 6月7日 新型コロナウイルスによる緊急事態宣言の発令により、火曜 - 金曜 1:00 - 5:00（月曜 - 木曜 25:00 - 29:00）の『ラジオのアナ〜ラジアナ』、土曜 1:00 - 5:00（金曜 25:00 - 29:00）の『FANTASY RADIO』、日曜 1:00 - 5:00（土曜 25:00 - 29:00）の『手賀沼ジュンのウナンサッタリ・パンツ』深夜生放送3本について、4月21日（20日深夜）以降、パーソナリティの出演を取りやめて、内容を大幅に変更して放送することを発表した。出演パーソナリティの変更対応は例がある[注釈 5]が、番組そのものの内容変更[21] は初。
- 2021年（令和3年）
  - 春改編 - 28年半にわたって続いた『MAGICAL SNOWLAND』が終了。そのため、開局から換算して1992年以前および1990年代から存在している番組は『サンデーライオンズ』のみとなった。
  - 7月28日 - 20時頃から29日にかけて、飯盛峠の送信所が停止。radikoのみの送出となる（初の放送事故）[22][23]。
  - 2021年（令和3年）11月5日 - 2022年（令和4年）1月16日 スタジオアルシェからの公開生放送が再開。当面の間は抽選式で、当選者は整理券で観覧可能になる。
- 2022年（令和4年）
  - 1月21日 - スタジオアルシェからの公開生放送を、新型コロナウイルス感染拡大防止のため、当面の間休止（2回目）。
  - 4月29日 - 7月9日 スタジオアルシェからの公開生放送が再開。6月26日までは抽選式、7月9日までは先着順観覧制（上限20人）。
  - 7月15日 - 10月30日 スタジオアルシェからの公開生放送を、新型コロナウイルス感染拡大防止のため、当面の間休止（3回目）。
  - 11月4日 - スタジオアルシェからの公開生放送が再開。上限20人までの先着順観覧制。
- 2023年（令和5年）
  - 5月12日 - スタジオアルシェの観覧人数の制限を撤廃[24]。
  - 10月31日 - 開局35周年。大宮ソニックシティ大ホールにてイベント『NACK5 35th PARTY～大宮いんびてーしょん～』を開催[25]。同日18:00 - 23:00に特別番組『開局35周年SPECIAL 「WE ARE THE NACK5」』を放送[26]。

## 使用スタジオ

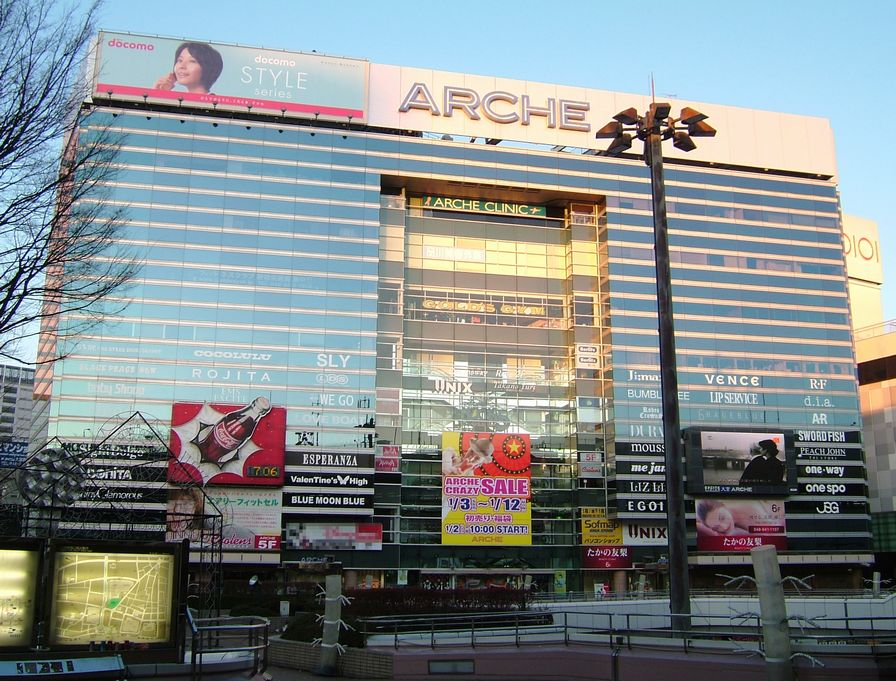
STUDIO ARCHEが入るアルシェ

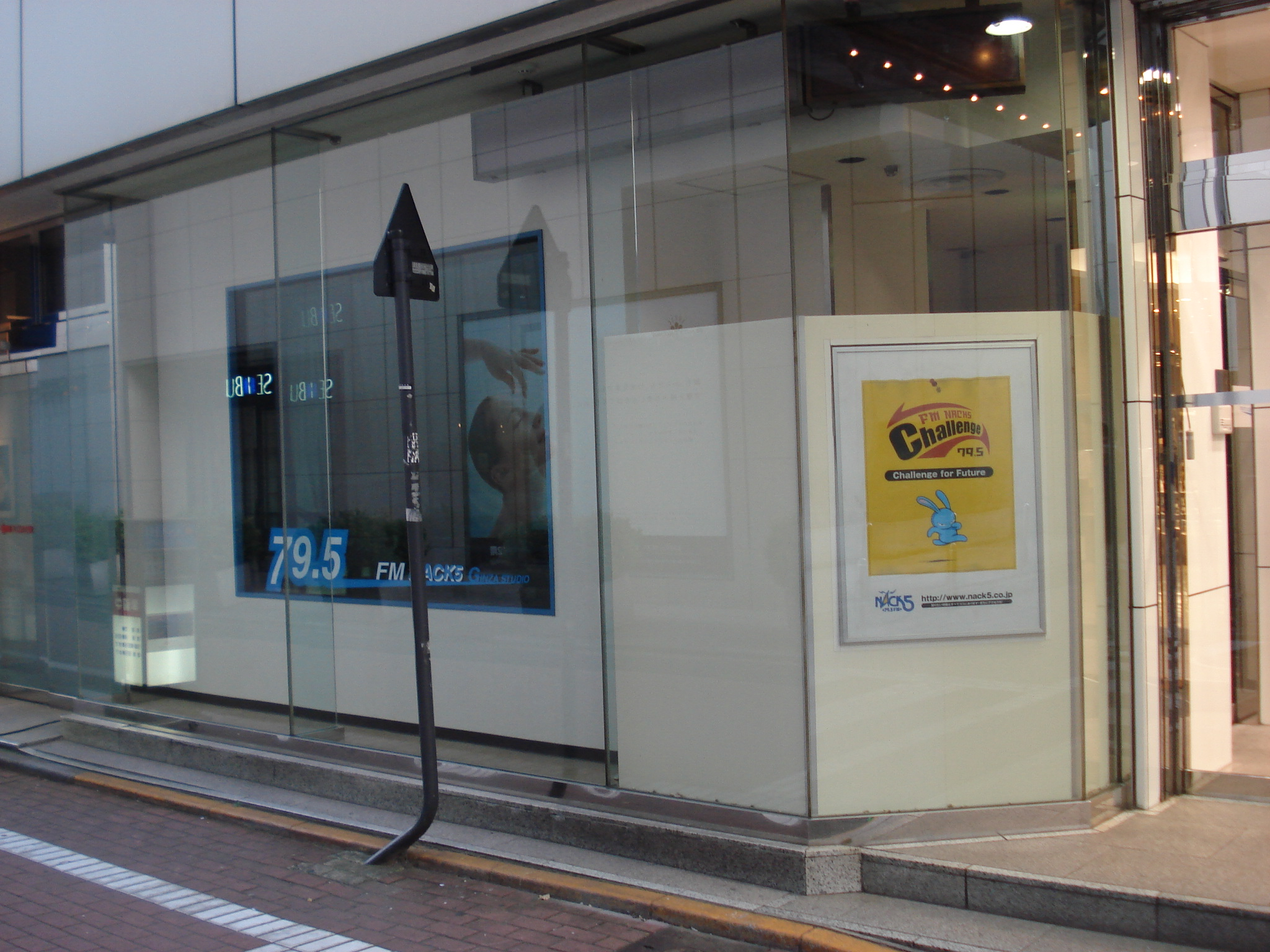
GINZA Studio（2008年11月）

- HEAD STUDIO（大宮本社スタジオ）
- STUDIO ARCHE（大宮サテライトスタジオ）
大宮駅西口の大型商業施設「アルシェ」5階、HMV大宮アルシェ（旧「THE NACK5 TOWN｣）店内にある公開スタジオ。
前述の通り、新型コロナウイルス感染防止対策のため感染状況に応じて2020年2月28日から2022年11月4日まで公開生放送の休止と再開を繰り返していた。
公開放送中の番組
  - BEAT SHUFFLE（金 19:00 - 20:30）
  - HITS! THE TOWN（土 12:55 - 17:55）
  - カメレオンパーティー（日 16:00 - 21:00[27]〈毎年4 - 9月〉 / 日 12:55 - 17:55〈毎年10月 - 翌年3月〉）
- GINZA STUDIO（銀座サテライトスタジオ）
東京都中央区銀座四丁目の西銀座デパート1階にあるスタジオ。ARCHEと異なり放送は公開されない。隣接店ではショウウィンドーになっている部分は衝立で塞がれ、内部は見えないようになっている。
放送中の番組
  - FAV FOUR（月 - 木 20:00 - 23:00）
  - FUNKY FRIDAY（金 9:00 - 17:55）
  - K's TRANSMISSION（金 21:00 - 23:00）
  - その他、収録番組で使われる。

過去に使用していたスタジオ
- 富士山スタジオ（富士山八合目特設スタジオ）
放送番組
  - モーニング富士山（月 - 木）：9時20分「monaka」内
  - イブニング富士山（月 - 木）：14時35分「GOGOMONZ」内
  - サタデー富士山（土）：8時35分「PUNCH de ドーヨゥ？」内
  - サンデー富士山（日）：8時15分「SUNDAY BIRDS」内
  - その他、上記以外の時間や、各番組のパーソナリティが富士山登頂をした際に中継をつなぐことがある。

## 送信所

### 現在
| 親局     | 周波数   | 空中線電力 | ERP   | 送信所概要 |
| -------- | -------- | ---------- | ----- | --- |
| ときがわ | 79.5 MHz | 5 kW       | 37 kW | - 送信柱 40m四角鉄塔 - 送信空中線 2L（ループ）2段4面、海抜高847.6m - 放送機 NRV-45PS（東芝）、デジタルFM変調式、デジタルリミッタ/コンプ（デジタルALC）、負荷インピーダンス不平衡50Ω。 音声のデジタル入力はデジタルオーディオインターフェース（AES/EBU規格）。 アナログ入力は、ステレオアナログコンポジット信号（1.0Vp-p）にて入力されD/A変換後内蔵されている切替器でデジタルFM変調部に入力。 スペックは総合能率約50%以上、音声周波数特性30Hz - 15000 Hz（出力される特性はローパスフィルタを通すので50Hz - 15000 Hz）、歪率50Hz - 15000Hzで0.1%以下（+/-75 kHz）、左右分離度100Hz - 15000Hzで50dB以上、ステレオ時のSN比が71dB。 余談だが当機にはFM多重（見えるラジオ・アラジン等）入力（DARC方式、1Vp-p、1kΩ）も付いてFM文字放送にも対応できる。 - STL回線 デジタル式（QPSK、ADPCM周波数分割音声圧縮方式（圧縮率1/4）、サンプリング周波数48kHz）、出力100mW、3m鏡面パラボラ。 デジタルの利点としては、主調整室から送信機のFM変調部までのトータルなデジタル化、極めて安定した伝送品質、送信出力やパラボラが小さくて済むなどである。 バックアップ回線として光ケーブル回線。 - 送信局舎 鉄筋コンクリート2階7.5m×7.5m - 非常用電源 自家発電100kVA - 備考 移転を契機に新ルートSTL設置、放送機更新 |
| 中継局   | 周波数   | 空中線電力 | ERP   | 送信所概要 |
| 秩父     | 77.5 MHz | 50W        | 59W   | - 送信柱 14m自立鉄柱（NHK共用） - 送信空中線 3素子八木宇田アンテナ1段4面、海抜高602m - 送信機 HV-1032（沖電気工業） - 中継回線 ときがわ局を5素子八木宇田1段1面にてエア受け - 送信局舎 鉄筋コンクリート2階5m×5m（NHK(テレビ・FM)、TVS共用） - 非常用電源 自家発電10kVA（NHK共用） - 備考 1995年7月に正式運営開始。 1998年6月に、エア受け親局が浦和（当時）から飯盛峠に移転したことに合わせて受信アンテナ更新、方向変換工事。 |

### 廃止
| 親局                            | 周波数   | 空中線電力        | ERP                 | 送信所概要 | 備考                     |
| ------------------------------- | -------- | ----------------- | ------------------- | --- | ------------------------ |
| 道場放送所 （現・平野原送信所） | 79.5 MHz | 5 kW 4 kW（予備） | 38 kW 30 kW（予備） | - 送信柱 高さ150m（NHK-FM、テレビ埼玉共用） - 送信空中線 2L（ループ）3段2面、2段1面、4段1面、 NACK5関係の施工住友電気工業（NHK共用）、海抜高149.5m - 放送機 FT5KS-3（日立電子〈現・日立国際電気〉） - 放送伝送回線 光ケーブル - 送信局舎 鉄筋コンクリート（NHKと共用） - 非常用電源 自家発電30kVA - 備考 1998年当時の飯盛峠に移転する前のデータであり、予備放送所としての機材などが異なる可能性がある。 | 予備送信所となった後廃止 |

## 番組表
2025年7月改編でのタイムテーブル。
★:「STUDIO ARCHE」から生放送
▲ :「GINZA STUDIO」 から生放送
▽ :内包番組

### 平日
|                                                                                 | 月曜日 | 火曜日 | 水曜日 | 木曜日 | 金曜日 |
| 5                                                                               | 5:00 NACK5時ラジ - 月・水・金 - 高森浩二、火・木 - くまきもえ ▽5:30 - 5:40 月：きいやま商店の朝だよ!ハイサイ! - きいやま商店 火：松川未樹 Stand Up!! - 松川未樹 水・木：今旬!いいもの百貨店 - 竹矢宣子、おくまん 金：海蔵亮太 Communication! - 海蔵亮太 | 5:00 NACK5時ラジ - 月・水・金 - 高森浩二、火・木 - くまきもえ ▽5:30 - 5:40 月：きいやま商店の朝だよ!ハイサイ! - きいやま商店 火：松川未樹 Stand Up!! - 松川未樹 水・木：今旬!いいもの百貨店 - 竹矢宣子、おくまん 金：海蔵亮太 Communication! - 海蔵亮太 | 5:00 NACK5時ラジ - 月・水・金 - 高森浩二、火・木 - くまきもえ ▽5:30 - 5:40 月：きいやま商店の朝だよ!ハイサイ! - きいやま商店 火：松川未樹 Stand Up!! - 松川未樹 水・木：今旬!いいもの百貨店 - 竹矢宣子、おくまん 金：海蔵亮太 Communication! - 海蔵亮太 | 5:00 NACK5時ラジ - 月・水・金 - 高森浩二、火・木 - くまきもえ ▽5:30 - 5:40 月：きいやま商店の朝だよ!ハイサイ! - きいやま商店 火：松川未樹 Stand Up!! - 松川未樹 水・木：今旬!いいもの百貨店 - 竹矢宣子、おくまん 金：海蔵亮太 Communication! - 海蔵亮太 | 5:00 NACK5時ラジ - 月・水・金 - 高森浩二、火・木 - くまきもえ ▽5:30 - 5:40 月：きいやま商店の朝だよ!ハイサイ! - きいやま商店 火：松川未樹 Stand Up!! - 松川未樹 水・木：今旬!いいもの百貨店 - 竹矢宣子、おくまん 金：海蔵亮太 Communication! - 海蔵亮太 |
| 6                                                                               | 6:00 Good Luck! Morning! - アロハ太朗 ▽6:50 - 7:00 REDs My Life - 伊藤永夏 ▽7:15 エコノモーニング 月：荒木正人・広瀬圭一、火：鈴木亮、水：小幡績、木：庄司昌彦 ▽8:31 - 8:38 宇都美慶子 笑顔でスタート - 宇都美慶子 | 6:00 Good Luck! Morning! - アロハ太朗 ▽6:50 - 7:00 REDs My Life - 伊藤永夏 ▽7:15 エコノモーニング 月：荒木正人・広瀬圭一、火：鈴木亮、水：小幡績、木：庄司昌彦 ▽8:31 - 8:38 宇都美慶子 笑顔でスタート - 宇都美慶子 | 6:00 Good Luck! Morning! - アロハ太朗 ▽6:50 - 7:00 REDs My Life - 伊藤永夏 ▽7:15 エコノモーニング 月：荒木正人・広瀬圭一、火：鈴木亮、水：小幡績、木：庄司昌彦 ▽8:31 - 8:38 宇都美慶子 笑顔でスタート - 宇都美慶子 | 6:00 Good Luck! Morning! - アロハ太朗 ▽6:50 - 7:00 REDs My Life - 伊藤永夏 ▽7:15 エコノモーニング 月：荒木正人・広瀬圭一、火：鈴木亮、水：小幡績、木：庄司昌彦 ▽8:31 - 8:38 宇都美慶子 笑顔でスタート - 宇都美慶子 | 6:00 Good Luck! Morning! - Friday - - 柴田聡 ▽6:50 - 7:00 REDs My Life - 伊藤永夏 ▽8:31 Money's COACH - 柴田聡・高塚大弘 |
| 7                                                                               | 6:00 Good Luck! Morning! - アロハ太朗 ▽6:50 - 7:00 REDs My Life - 伊藤永夏 ▽7:15 エコノモーニング 月：荒木正人・広瀬圭一、火：鈴木亮、水：小幡績、木：庄司昌彦 ▽8:31 - 8:38 宇都美慶子 笑顔でスタート - 宇都美慶子 | 6:00 Good Luck! Morning! - アロハ太朗 ▽6:50 - 7:00 REDs My Life - 伊藤永夏 ▽7:15 エコノモーニング 月：荒木正人・広瀬圭一、火：鈴木亮、水：小幡績、木：庄司昌彦 ▽8:31 - 8:38 宇都美慶子 笑顔でスタート - 宇都美慶子 | 6:00 Good Luck! Morning! - アロハ太朗 ▽6:50 - 7:00 REDs My Life - 伊藤永夏 ▽7:15 エコノモーニング 月：荒木正人・広瀬圭一、火：鈴木亮、水：小幡績、木：庄司昌彦 ▽8:31 - 8:38 宇都美慶子 笑顔でスタート - 宇都美慶子 | 6:00 Good Luck! Morning! - アロハ太朗 ▽6:50 - 7:00 REDs My Life - 伊藤永夏 ▽7:15 エコノモーニング 月：荒木正人・広瀬圭一、火：鈴木亮、水：小幡績、木：庄司昌彦 ▽8:31 - 8:38 宇都美慶子 笑顔でスタート - 宇都美慶子 | 6:00 Good Luck! Morning! - Friday - - 柴田聡 ▽6:50 - 7:00 REDs My Life - 伊藤永夏 ▽8:31 Money's COACH - 柴田聡・高塚大弘 |
| 8                                                                               | 6:00 Good Luck! Morning! - アロハ太朗 ▽6:50 - 7:00 REDs My Life - 伊藤永夏 ▽7:15 エコノモーニング 月：荒木正人・広瀬圭一、火：鈴木亮、水：小幡績、木：庄司昌彦 ▽8:31 - 8:38 宇都美慶子 笑顔でスタート - 宇都美慶子 | 6:00 Good Luck! Morning! - アロハ太朗 ▽6:50 - 7:00 REDs My Life - 伊藤永夏 ▽7:15 エコノモーニング 月：荒木正人・広瀬圭一、火：鈴木亮、水：小幡績、木：庄司昌彦 ▽8:31 - 8:38 宇都美慶子 笑顔でスタート - 宇都美慶子 | 6:00 Good Luck! Morning! - アロハ太朗 ▽6:50 - 7:00 REDs My Life - 伊藤永夏 ▽7:15 エコノモーニング 月：荒木正人・広瀬圭一、火：鈴木亮、水：小幡績、木：庄司昌彦 ▽8:31 - 8:38 宇都美慶子 笑顔でスタート - 宇都美慶子 | 6:00 Good Luck! Morning! - アロハ太朗 ▽6:50 - 7:00 REDs My Life - 伊藤永夏 ▽7:15 エコノモーニング 月：荒木正人・広瀬圭一、火：鈴木亮、水：小幡績、木：庄司昌彦 ▽8:31 - 8:38 宇都美慶子 笑顔でスタート - 宇都美慶子 | 6:00 Good Luck! Morning! - Friday - - 柴田聡 ▽6:50 - 7:00 REDs My Life - 伊藤永夏 ▽8:31 Money's COACH - 柴田聡・高塚大弘 |
| 9                                                                               | 9:00 Smile SUMMIT - 栗林さみ ▽11:35 火：Sakurashimejiとハモって。 - Sakurashimeji 水：森林永理奈 チョット CHAT CLUB - 森林永理奈 木：弁護士法人・響 presents 島田秀平と古藤由佳のこんな法律知っ手相 - 島田秀平・古藤由佳 | 9:00 Smile SUMMIT - 栗林さみ ▽11:35 火：Sakurashimejiとハモって。 - Sakurashimeji 水：森林永理奈 チョット CHAT CLUB - 森林永理奈 木：弁護士法人・響 presents 島田秀平と古藤由佳のこんな法律知っ手相 - 島田秀平・古藤由佳 | 9:00 Smile SUMMIT - 栗林さみ ▽11:35 火：Sakurashimejiとハモって。 - Sakurashimeji 水：森林永理奈 チョット CHAT CLUB - 森林永理奈 木：弁護士法人・響 presents 島田秀平と古藤由佳のこんな法律知っ手相 - 島田秀平・古藤由佳 | 9:00 Smile SUMMIT - 栗林さみ ▽11:35 火：Sakurashimejiとハモって。 - Sakurashimeji 水：森林永理奈 チョット CHAT CLUB - 森林永理奈 木：弁護士法人・響 presents 島田秀平と古藤由佳のこんな法律知っ手相 - 島田秀平・古藤由佳 | 9:00 FUNKY FRIDAY - 小林克也 ▲ |
| 10                                                                              | 9:00 Smile SUMMIT - 栗林さみ ▽11:35 火：Sakurashimejiとハモって。 - Sakurashimeji 水：森林永理奈 チョット CHAT CLUB - 森林永理奈 木：弁護士法人・響 presents 島田秀平と古藤由佳のこんな法律知っ手相 - 島田秀平・古藤由佳 | 9:00 Smile SUMMIT - 栗林さみ ▽11:35 火：Sakurashimejiとハモって。 - Sakurashimeji 水：森林永理奈 チョット CHAT CLUB - 森林永理奈 木：弁護士法人・響 presents 島田秀平と古藤由佳のこんな法律知っ手相 - 島田秀平・古藤由佳 | 9:00 Smile SUMMIT - 栗林さみ ▽11:35 火：Sakurashimejiとハモって。 - Sakurashimeji 水：森林永理奈 チョット CHAT CLUB - 森林永理奈 木：弁護士法人・響 presents 島田秀平と古藤由佳のこんな法律知っ手相 - 島田秀平・古藤由佳 | 9:00 Smile SUMMIT - 栗林さみ ▽11:35 火：Sakurashimejiとハモって。 - Sakurashimeji 水：森林永理奈 チョット CHAT CLUB - 森林永理奈 木：弁護士法人・響 presents 島田秀平と古藤由佳のこんな法律知っ手相 - 島田秀平・古藤由佳 | 9:00 FUNKY FRIDAY - 小林克也 ▲ |
| 11                                                                              | 9:00 Smile SUMMIT - 栗林さみ ▽11:35 火：Sakurashimejiとハモって。 - Sakurashimeji 水：森林永理奈 チョット CHAT CLUB - 森林永理奈 木：弁護士法人・響 presents 島田秀平と古藤由佳のこんな法律知っ手相 - 島田秀平・古藤由佳 | 9:00 Smile SUMMIT - 栗林さみ ▽11:35 火：Sakurashimejiとハモって。 - Sakurashimeji 水：森林永理奈 チョット CHAT CLUB - 森林永理奈 木：弁護士法人・響 presents 島田秀平と古藤由佳のこんな法律知っ手相 - 島田秀平・古藤由佳 | 9:00 Smile SUMMIT - 栗林さみ ▽11:35 火：Sakurashimejiとハモって。 - Sakurashimeji 水：森林永理奈 チョット CHAT CLUB - 森林永理奈 木：弁護士法人・響 presents 島田秀平と古藤由佳のこんな法律知っ手相 - 島田秀平・古藤由佳 | 9:00 Smile SUMMIT - 栗林さみ ▽11:35 火：Sakurashimejiとハモって。 - Sakurashimeji 水：森林永理奈 チョット CHAT CLUB - 森林永理奈 木：弁護士法人・響 presents 島田秀平と古藤由佳のこんな法律知っ手相 - 島田秀平・古藤由佳 | 9:00 FUNKY FRIDAY - 小林克也 ▲ |
| 12                                                                              | 9:00 Smile SUMMIT - 栗林さみ ▽11:35 火：Sakurashimejiとハモって。 - Sakurashimeji 水：森林永理奈 チョット CHAT CLUB - 森林永理奈 木：弁護士法人・響 presents 島田秀平と古藤由佳のこんな法律知っ手相 - 島田秀平・古藤由佳 | 9:00 Smile SUMMIT - 栗林さみ ▽11:35 火：Sakurashimejiとハモって。 - Sakurashimeji 水：森林永理奈 チョット CHAT CLUB - 森林永理奈 木：弁護士法人・響 presents 島田秀平と古藤由佳のこんな法律知っ手相 - 島田秀平・古藤由佳 | 9:00 Smile SUMMIT - 栗林さみ ▽11:35 火：Sakurashimejiとハモって。 - Sakurashimeji 水：森林永理奈 チョット CHAT CLUB - 森林永理奈 木：弁護士法人・響 presents 島田秀平と古藤由佳のこんな法律知っ手相 - 島田秀平・古藤由佳 | 9:00 Smile SUMMIT - 栗林さみ ▽11:35 火：Sakurashimejiとハモって。 - Sakurashimeji 水：森林永理奈 チョット CHAT CLUB - 森林永理奈 木：弁護士法人・響 presents 島田秀平と古藤由佳のこんな法律知っ手相 - 島田秀平・古藤由佳 | 9:00 FUNKY FRIDAY - 小林克也 ▲ |
| 12:30 旬!SHUN!ピックアップ - 竹内都子、ねづっち、島田秀平、真木ひろか、萬谷宜子 | | | | | 9:00 FUNKY FRIDAY - 小林克也 ▲ |
| 12:45 Beautiful Songs〜こころの歌〜 - 長谷川雄啓                                | | | | | 9:00 FUNKY FRIDAY - 小林克也 ▲ |
| 13                                                                              | 13:00 GOGOMONZ - 三遊亭鬼丸 月・火：アイドル鳥越、水・木：横田かおり | 13:00 GOGOMONZ - 三遊亭鬼丸 月・火：アイドル鳥越、水・木：横田かおり | 13:00 GOGOMONZ - 三遊亭鬼丸 月・火：アイドル鳥越、水・木：横田かおり | 13:00 GOGOMONZ - 三遊亭鬼丸 月・火：アイドル鳥越、水・木：横田かおり | 9:00 FUNKY FRIDAY - 小林克也 ▲ |
| 14                                                                              | 13:00 GOGOMONZ - 三遊亭鬼丸 月・火：アイドル鳥越、水・木：横田かおり | 13:00 GOGOMONZ - 三遊亭鬼丸 月・火：アイドル鳥越、水・木：横田かおり | 13:00 GOGOMONZ - 三遊亭鬼丸 月・火：アイドル鳥越、水・木：横田かおり | 13:00 GOGOMONZ - 三遊亭鬼丸 月・火：アイドル鳥越、水・木：横田かおり | 9:00 FUNKY FRIDAY - 小林克也 ▲ |
| 15                                                                              | 13:00 GOGOMONZ - 三遊亭鬼丸 月・火：アイドル鳥越、水・木：横田かおり | 13:00 GOGOMONZ - 三遊亭鬼丸 月・火：アイドル鳥越、水・木：横田かおり | 13:00 GOGOMONZ - 三遊亭鬼丸 月・火：アイドル鳥越、水・木：横田かおり | 13:00 GOGOMONZ - 三遊亭鬼丸 月・火：アイドル鳥越、水・木：横田かおり | 9:00 FUNKY FRIDAY - 小林克也 ▲ |
| 16                                                                              | 13:00 GOGOMONZ - 三遊亭鬼丸 月・火：アイドル鳥越、水・木：横田かおり | 13:00 GOGOMONZ - 三遊亭鬼丸 月・火：アイドル鳥越、水・木：横田かおり | 13:00 GOGOMONZ - 三遊亭鬼丸 月・火：アイドル鳥越、水・木：横田かおり | 13:00 GOGOMONZ - 三遊亭鬼丸 月・火：アイドル鳥越、水・木：横田かおり | 9:00 FUNKY FRIDAY - 小林克也 ▲ |
| 17                                                                              | 17:00 THE SEITARO★RADIO SHOW「1700」 - 大野勢太郎 | 17:00 THE SEITARO★RADIO SHOW「1700」 - 大野勢太郎 | 17:00 THE SEITARO★RADIO SHOW「1700」 - 大野勢太郎 | 17:00 THE SEITARO★RADIO SHOW「1700」 - 大野勢太郎 | 9:00 FUNKY FRIDAY - 小林克也 ▲ |
| 17                                                                              | 17:50 エネクル presents まいにちザキヤマ - 山崎弘也 | | | | 9:00 FUNKY FRIDAY - 小林克也 ▲ |
| 18                                                                              | 18:00 キラスタ - 月：酒井直斗、火：西田どらやき（入間国際宣言）、水：タカハシヒョウリ、木：三浦祐太朗 月 - 木：斉藤百香 | 18:00 キラスタ - 月：酒井直斗、火：西田どらやき（入間国際宣言）、水：タカハシヒョウリ、木：三浦祐太朗 月 - 木：斉藤百香 | 18:00 キラスタ - 月：酒井直斗、火：西田どらやき（入間国際宣言）、水：タカハシヒョウリ、木：三浦祐太朗 月 - 木：斉藤百香 | 18:00 キラスタ - 月：酒井直斗、火：西田どらやき（入間国際宣言）、水：タカハシヒョウリ、木：三浦祐太朗 月 - 木：斉藤百香 | 18:00 ヒャダイン Up Your Life - ヒャダイン |
| 19                                                                              | 18:00 キラスタ - 月：酒井直斗、火：西田どらやき（入間国際宣言）、水：タカハシヒョウリ、木：三浦祐太朗 月 - 木：斉藤百香 | 18:00 キラスタ - 月：酒井直斗、火：西田どらやき（入間国際宣言）、水：タカハシヒョウリ、木：三浦祐太朗 月 - 木：斉藤百香 | 18:00 キラスタ - 月：酒井直斗、火：西田どらやき（入間国際宣言）、水：タカハシヒョウリ、木：三浦祐太朗 月 - 木：斉藤百香 | 18:00 キラスタ - 月：酒井直斗、火：西田どらやき（入間国際宣言）、水：タカハシヒョウリ、木：三浦祐太朗 月 - 木：斉藤百香 | 19:00 BEAT SHUFFLE - 浅井博章 ★ |
| 19                                                                              | 18:00 キラスタ - 月：酒井直斗、火：西田どらやき（入間国際宣言）、水：タカハシヒョウリ、木：三浦祐太朗 月 - 木：斉藤百香 | 18:00 キラスタ - 月：酒井直斗、火：西田どらやき（入間国際宣言）、水：タカハシヒョウリ、木：三浦祐太朗 月 - 木：斉藤百香 | 18:00 キラスタ - 月：酒井直斗、火：西田どらやき（入間国際宣言）、水：タカハシヒョウリ、木：三浦祐太朗 月 - 木：斉藤百香 | 18:00 キラスタ - 月：酒井直斗、火：西田どらやき（入間国際宣言）、水：タカハシヒョウリ、木：三浦祐太朗 月 - 木：斉藤百香 | 20:30 HOT69 - AK-69 |
| 20                                                                              | 20:00 FAV FOUR - 月：バカボン鬼塚、火：JOY、水：古坂大魔王、木：はなわ アシスタント - 月：時田穂乃華、火、：石飛恵里花、水：でか美ちゃん、木：亜咲花 ▲ ▽21:30 - 21:45 月：パーカーズのHappy Fishing!! - 豊田賢一郎（パーカーズ） 火：なきごと水上のなきごとごとききな! - 水上えみり（なきごと） 水：佐々木李子のリコサカ! - 佐々木李子 木：朝倉さやのんだがらよ!! - 朝倉さや | 20:00 FAV FOUR - 月：バカボン鬼塚、火：JOY、水：古坂大魔王、木：はなわ アシスタント - 月：時田穂乃華、火、：石飛恵里花、水：でか美ちゃん、木：亜咲花 ▲ ▽21:30 - 21:45 月：パーカーズのHappy Fishing!! - 豊田賢一郎（パーカーズ） 火：なきごと水上のなきごとごとききな! - 水上えみり（なきごと） 水：佐々木李子のリコサカ! - 佐々木李子 木：朝倉さやのんだがらよ!! - 朝倉さや | 20:00 FAV FOUR - 月：バカボン鬼塚、火：JOY、水：古坂大魔王、木：はなわ アシスタント - 月：時田穂乃華、火、：石飛恵里花、水：でか美ちゃん、木：亜咲花 ▲ ▽21:30 - 21:45 月：パーカーズのHappy Fishing!! - 豊田賢一郎（パーカーズ） 火：なきごと水上のなきごとごとききな! - 水上えみり（なきごと） 水：佐々木李子のリコサカ! - 佐々木李子 木：朝倉さやのんだがらよ!! - 朝倉さや | 20:00 FAV FOUR - 月：バカボン鬼塚、火：JOY、水：古坂大魔王、木：はなわ アシスタント - 月：時田穂乃華、火、：石飛恵里花、水：でか美ちゃん、木：亜咲花 ▲ ▽21:30 - 21:45 月：パーカーズのHappy Fishing!! - 豊田賢一郎（パーカーズ） 火：なきごと水上のなきごとごとききな! - 水上えみり（なきごと） 水：佐々木李子のリコサカ! - 佐々木李子 木：朝倉さやのんだがらよ!! - 朝倉さや | |
| 21                                                                              | 20:00 FAV FOUR - 月：バカボン鬼塚、火：JOY、水：古坂大魔王、木：はなわ アシスタント - 月：時田穂乃華、火、：石飛恵里花、水：でか美ちゃん、木：亜咲花 ▲ ▽21:30 - 21:45 月：パーカーズのHappy Fishing!! - 豊田賢一郎（パーカーズ） 火：なきごと水上のなきごとごとききな! - 水上えみり（なきごと） 水：佐々木李子のリコサカ! - 佐々木李子 木：朝倉さやのんだがらよ!! - 朝倉さや | 20:00 FAV FOUR - 月：バカボン鬼塚、火：JOY、水：古坂大魔王、木：はなわ アシスタント - 月：時田穂乃華、火、：石飛恵里花、水：でか美ちゃん、木：亜咲花 ▲ ▽21:30 - 21:45 月：パーカーズのHappy Fishing!! - 豊田賢一郎（パーカーズ） 火：なきごと水上のなきごとごとききな! - 水上えみり（なきごと） 水：佐々木李子のリコサカ! - 佐々木李子 木：朝倉さやのんだがらよ!! - 朝倉さや | 20:00 FAV FOUR - 月：バカボン鬼塚、火：JOY、水：古坂大魔王、木：はなわ アシスタント - 月：時田穂乃華、火、：石飛恵里花、水：でか美ちゃん、木：亜咲花 ▲ ▽21:30 - 21:45 月：パーカーズのHappy Fishing!! - 豊田賢一郎（パーカーズ） 火：なきごと水上のなきごとごとききな! - 水上えみり（なきごと） 水：佐々木李子のリコサカ! - 佐々木李子 木：朝倉さやのんだがらよ!! - 朝倉さや | 20:00 FAV FOUR - 月：バカボン鬼塚、火：JOY、水：古坂大魔王、木：はなわ アシスタント - 月：時田穂乃華、火、：石飛恵里花、水：でか美ちゃん、木：亜咲花 ▲ ▽21:30 - 21:45 月：パーカーズのHappy Fishing!! - 豊田賢一郎（パーカーズ） 火：なきごと水上のなきごとごとききな! - 水上えみり（なきごと） 水：佐々木李子のリコサカ! - 佐々木李子 木：朝倉さやのんだがらよ!! - 朝倉さや | 21:00 K's TRANSMISSION - 坂崎幸之助（THE ALFEE）▲ |
| 22                                                                              | 20:00 FAV FOUR - 月：バカボン鬼塚、火：JOY、水：古坂大魔王、木：はなわ アシスタント - 月：時田穂乃華、火、：石飛恵里花、水：でか美ちゃん、木：亜咲花 ▲ ▽21:30 - 21:45 月：パーカーズのHappy Fishing!! - 豊田賢一郎（パーカーズ） 火：なきごと水上のなきごとごとききな! - 水上えみり（なきごと） 水：佐々木李子のリコサカ! - 佐々木李子 木：朝倉さやのんだがらよ!! - 朝倉さや | 20:00 FAV FOUR - 月：バカボン鬼塚、火：JOY、水：古坂大魔王、木：はなわ アシスタント - 月：時田穂乃華、火、：石飛恵里花、水：でか美ちゃん、木：亜咲花 ▲ ▽21:30 - 21:45 月：パーカーズのHappy Fishing!! - 豊田賢一郎（パーカーズ） 火：なきごと水上のなきごとごとききな! - 水上えみり（なきごと） 水：佐々木李子のリコサカ! - 佐々木李子 木：朝倉さやのんだがらよ!! - 朝倉さや | 20:00 FAV FOUR - 月：バカボン鬼塚、火：JOY、水：古坂大魔王、木：はなわ アシスタント - 月：時田穂乃華、火、：石飛恵里花、水：でか美ちゃん、木：亜咲花 ▲ ▽21:30 - 21:45 月：パーカーズのHappy Fishing!! - 豊田賢一郎（パーカーズ） 火：なきごと水上のなきごとごとききな! - 水上えみり（なきごと） 水：佐々木李子のリコサカ! - 佐々木李子 木：朝倉さやのんだがらよ!! - 朝倉さや | 20:00 FAV FOUR - 月：バカボン鬼塚、火：JOY、水：古坂大魔王、木：はなわ アシスタント - 月：時田穂乃華、火、：石飛恵里花、水：でか美ちゃん、木：亜咲花 ▲ ▽21:30 - 21:45 月：パーカーズのHappy Fishing!! - 豊田賢一郎（パーカーズ） 火：なきごと水上のなきごとごとききな! - 水上えみり（なきごと） 水：佐々木李子のリコサカ! - 佐々木李子 木：朝倉さやのんだがらよ!! - 朝倉さや | 21:00 K's TRANSMISSION - 坂崎幸之助（THE ALFEE）▲ |
| 23                                                                              | 23:00 ALL The Feels - 週替わりパーソナリティ | 23:00 ALL The Feels - 週替わりパーソナリティ | 23:00 ALL The Feels - 週替わりパーソナリティ | 23:00 ALL The Feels - 週替わりパーソナリティ | 23:00 きつねのこんこんらじお - きつね |
| 23                                                                              | 23:30 前田亘輝 YOU達HAPPY - 前田亘輝（TUBE） | 23:30 FANTASTICS 佐藤大樹のぼっちマイク - 佐藤大樹（FANTASTICS from EXILE TRIBE） | 23:30 三浦翔平 It's 翔 time - 三浦翔平 | 23:30 小柳ゆき drive your heart - 小柳ゆき | 23:30 ≒JOYのラジオで夜ふかし - ≒JOY |
| 0                                                                               | 0:00 NACK de ROCK - 根本要（スターダストレビュー）・窪田有美 | 0:00 カメレオン・ライム・ウーピーパイ 真夜中に"Whoop it Up!" - カメレオン・ライム・ウーピーパイ | 0:00 J-POP TALKIN' - 田家秀樹 | 0:00 Age Free Music! - 富澤一誠 | 0:00 ポルカ雫の刈り上げラボ - 雫（ポルカドットスティングレイ） |
| 0                                                                               | 0:00 NACK de ROCK - 根本要（スターダストレビュー）・窪田有美 | 0:30 彩青の音緒 昭和っぷ！- 彩青 | 0:30 斉藤朱夏 しゅかラジ! - 斉藤朱夏 | 0:00 Age Free Music! - 富澤一誠 | 0:30 THE BLACKBAND KOSOADO - THE BLACKBAND |
| 1                                                                               | 1:00 ラジオのアナ〜ラジアナ - 月：保井ひろゆき、火：岩淵紗貴（MOSHIMO） 、水：エアコンぶんぶんお姉さん 、木：太朗（太鵬） ▽1:40 - 2:00 月：安藤笑のスナック安藤 - 安藤笑（Ange☆Reve） 火：パン野実々美「みみみのみみみ」- パン野実々美 水：Palette Paradeのラジパレ! - Palette Parade 木：Kannaの16号線ナイト・フィーバー - Kanna ▽2:40 - 2:50 月：ノルニルの「あの手この手NIGHT」- ノルニル 火：小川哲央 夜の喫茶室 - 小川哲央 水：るーのつぶらじ - 土光瑠璃子（FES☆TIVE） 木：ウノ山本 ミッドナイトでろんず - UNO山本 ▽3:10 - 3:20 HIGH HOPES 月：チョーキューメイ、火：弁天ランド、水：Hwyl、木：ハシリコミーズ | 1:00 ラジオのアナ〜ラジアナ - 月：保井ひろゆき、火：岩淵紗貴（MOSHIMO） 、水：エアコンぶんぶんお姉さん 、木：太朗（太鵬） ▽1:40 - 2:00 月：安藤笑のスナック安藤 - 安藤笑（Ange☆Reve） 火：パン野実々美「みみみのみみみ」- パン野実々美 水：Palette Paradeのラジパレ! - Palette Parade 木：Kannaの16号線ナイト・フィーバー - Kanna ▽2:40 - 2:50 月：ノルニルの「あの手この手NIGHT」- ノルニル 火：小川哲央 夜の喫茶室 - 小川哲央 水：るーのつぶらじ - 土光瑠璃子（FES☆TIVE） 木：ウノ山本 ミッドナイトでろんず - UNO山本 ▽3:10 - 3:20 HIGH HOPES 月：チョーキューメイ、火：弁天ランド、水：Hwyl、木：ハシリコミーズ | 1:00 ラジオのアナ〜ラジアナ - 月：保井ひろゆき、火：岩淵紗貴（MOSHIMO） 、水：エアコンぶんぶんお姉さん 、木：太朗（太鵬） ▽1:40 - 2:00 月：安藤笑のスナック安藤 - 安藤笑（Ange☆Reve） 火：パン野実々美「みみみのみみみ」- パン野実々美 水：Palette Paradeのラジパレ! - Palette Parade 木：Kannaの16号線ナイト・フィーバー - Kanna ▽2:40 - 2:50 月：ノルニルの「あの手この手NIGHT」- ノルニル 火：小川哲央 夜の喫茶室 - 小川哲央 水：るーのつぶらじ - 土光瑠璃子（FES☆TIVE） 木：ウノ山本 ミッドナイトでろんず - UNO山本 ▽3:10 - 3:20 HIGH HOPES 月：チョーキューメイ、火：弁天ランド、水：Hwyl、木：ハシリコミーズ | 1:00 ラジオのアナ〜ラジアナ - 月：保井ひろゆき、火：岩淵紗貴（MOSHIMO） 、水：エアコンぶんぶんお姉さん 、木：太朗（太鵬） ▽1:40 - 2:00 月：安藤笑のスナック安藤 - 安藤笑（Ange☆Reve） 火：パン野実々美「みみみのみみみ」- パン野実々美 水：Palette Paradeのラジパレ! - Palette Parade 木：Kannaの16号線ナイト・フィーバー - Kanna ▽2:40 - 2:50 月：ノルニルの「あの手この手NIGHT」- ノルニル 火：小川哲央 夜の喫茶室 - 小川哲央 水：るーのつぶらじ - 土光瑠璃子（FES☆TIVE） 木：ウノ山本 ミッドナイトでろんず - UNO山本 ▽3:10 - 3:20 HIGH HOPES 月：チョーキューメイ、火：弁天ランド、水：Hwyl、木：ハシリコミーズ | 1:00 Hit Hit Hit!!! - 新宮志歩 ▽ 2:40 - 3:00 橋爪ももの生乾き放送 - 橋爪もも |
| 2                                                                               | 1:00 ラジオのアナ〜ラジアナ - 月：保井ひろゆき、火：岩淵紗貴（MOSHIMO） 、水：エアコンぶんぶんお姉さん 、木：太朗（太鵬） ▽1:40 - 2:00 月：安藤笑のスナック安藤 - 安藤笑（Ange☆Reve） 火：パン野実々美「みみみのみみみ」- パン野実々美 水：Palette Paradeのラジパレ! - Palette Parade 木：Kannaの16号線ナイト・フィーバー - Kanna ▽2:40 - 2:50 月：ノルニルの「あの手この手NIGHT」- ノルニル 火：小川哲央 夜の喫茶室 - 小川哲央 水：るーのつぶらじ - 土光瑠璃子（FES☆TIVE） 木：ウノ山本 ミッドナイトでろんず - UNO山本 ▽3:10 - 3:20 HIGH HOPES 月：チョーキューメイ、火：弁天ランド、水：Hwyl、木：ハシリコミーズ | 1:00 ラジオのアナ〜ラジアナ - 月：保井ひろゆき、火：岩淵紗貴（MOSHIMO） 、水：エアコンぶんぶんお姉さん 、木：太朗（太鵬） ▽1:40 - 2:00 月：安藤笑のスナック安藤 - 安藤笑（Ange☆Reve） 火：パン野実々美「みみみのみみみ」- パン野実々美 水：Palette Paradeのラジパレ! - Palette Parade 木：Kannaの16号線ナイト・フィーバー - Kanna ▽2:40 - 2:50 月：ノルニルの「あの手この手NIGHT」- ノルニル 火：小川哲央 夜の喫茶室 - 小川哲央 水：るーのつぶらじ - 土光瑠璃子（FES☆TIVE） 木：ウノ山本 ミッドナイトでろんず - UNO山本 ▽3:10 - 3:20 HIGH HOPES 月：チョーキューメイ、火：弁天ランド、水：Hwyl、木：ハシリコミーズ | 1:00 ラジオのアナ〜ラジアナ - 月：保井ひろゆき、火：岩淵紗貴（MOSHIMO） 、水：エアコンぶんぶんお姉さん 、木：太朗（太鵬） ▽1:40 - 2:00 月：安藤笑のスナック安藤 - 安藤笑（Ange☆Reve） 火：パン野実々美「みみみのみみみ」- パン野実々美 水：Palette Paradeのラジパレ! - Palette Parade 木：Kannaの16号線ナイト・フィーバー - Kanna ▽2:40 - 2:50 月：ノルニルの「あの手この手NIGHT」- ノルニル 火：小川哲央 夜の喫茶室 - 小川哲央 水：るーのつぶらじ - 土光瑠璃子（FES☆TIVE） 木：ウノ山本 ミッドナイトでろんず - UNO山本 ▽3:10 - 3:20 HIGH HOPES 月：チョーキューメイ、火：弁天ランド、水：Hwyl、木：ハシリコミーズ | 1:00 ラジオのアナ〜ラジアナ - 月：保井ひろゆき、火：岩淵紗貴（MOSHIMO） 、水：エアコンぶんぶんお姉さん 、木：太朗（太鵬） ▽1:40 - 2:00 月：安藤笑のスナック安藤 - 安藤笑（Ange☆Reve） 火：パン野実々美「みみみのみみみ」- パン野実々美 水：Palette Paradeのラジパレ! - Palette Parade 木：Kannaの16号線ナイト・フィーバー - Kanna ▽2:40 - 2:50 月：ノルニルの「あの手この手NIGHT」- ノルニル 火：小川哲央 夜の喫茶室 - 小川哲央 水：るーのつぶらじ - 土光瑠璃子（FES☆TIVE） 木：ウノ山本 ミッドナイトでろんず - UNO山本 ▽3:10 - 3:20 HIGH HOPES 月：チョーキューメイ、火：弁天ランド、水：Hwyl、木：ハシリコミーズ | 1:00 Hit Hit Hit!!! - 新宮志歩 ▽ 2:40 - 3:00 橋爪ももの生乾き放送 - 橋爪もも |
| 3                                                                               | 1:00 ラジオのアナ〜ラジアナ - 月：保井ひろゆき、火：岩淵紗貴（MOSHIMO） 、水：エアコンぶんぶんお姉さん 、木：太朗（太鵬） ▽1:40 - 2:00 月：安藤笑のスナック安藤 - 安藤笑（Ange☆Reve） 火：パン野実々美「みみみのみみみ」- パン野実々美 水：Palette Paradeのラジパレ! - Palette Parade 木：Kannaの16号線ナイト・フィーバー - Kanna ▽2:40 - 2:50 月：ノルニルの「あの手この手NIGHT」- ノルニル 火：小川哲央 夜の喫茶室 - 小川哲央 水：るーのつぶらじ - 土光瑠璃子（FES☆TIVE） 木：ウノ山本 ミッドナイトでろんず - UNO山本 ▽3:10 - 3:20 HIGH HOPES 月：チョーキューメイ、火：弁天ランド、水：Hwyl、木：ハシリコミーズ | 1:00 ラジオのアナ〜ラジアナ - 月：保井ひろゆき、火：岩淵紗貴（MOSHIMO） 、水：エアコンぶんぶんお姉さん 、木：太朗（太鵬） ▽1:40 - 2:00 月：安藤笑のスナック安藤 - 安藤笑（Ange☆Reve） 火：パン野実々美「みみみのみみみ」- パン野実々美 水：Palette Paradeのラジパレ! - Palette Parade 木：Kannaの16号線ナイト・フィーバー - Kanna ▽2:40 - 2:50 月：ノルニルの「あの手この手NIGHT」- ノルニル 火：小川哲央 夜の喫茶室 - 小川哲央 水：るーのつぶらじ - 土光瑠璃子（FES☆TIVE） 木：ウノ山本 ミッドナイトでろんず - UNO山本 ▽3:10 - 3:20 HIGH HOPES 月：チョーキューメイ、火：弁天ランド、水：Hwyl、木：ハシリコミーズ | 1:00 ラジオのアナ〜ラジアナ - 月：保井ひろゆき、火：岩淵紗貴（MOSHIMO） 、水：エアコンぶんぶんお姉さん 、木：太朗（太鵬） ▽1:40 - 2:00 月：安藤笑のスナック安藤 - 安藤笑（Ange☆Reve） 火：パン野実々美「みみみのみみみ」- パン野実々美 水：Palette Paradeのラジパレ! - Palette Parade 木：Kannaの16号線ナイト・フィーバー - Kanna ▽2:40 - 2:50 月：ノルニルの「あの手この手NIGHT」- ノルニル 火：小川哲央 夜の喫茶室 - 小川哲央 水：るーのつぶらじ - 土光瑠璃子（FES☆TIVE） 木：ウノ山本 ミッドナイトでろんず - UNO山本 ▽3:10 - 3:20 HIGH HOPES 月：チョーキューメイ、火：弁天ランド、水：Hwyl、木：ハシリコミーズ | 1:00 ラジオのアナ〜ラジアナ - 月：保井ひろゆき、火：岩淵紗貴（MOSHIMO） 、水：エアコンぶんぶんお姉さん 、木：太朗（太鵬） ▽1:40 - 2:00 月：安藤笑のスナック安藤 - 安藤笑（Ange☆Reve） 火：パン野実々美「みみみのみみみ」- パン野実々美 水：Palette Paradeのラジパレ! - Palette Parade 木：Kannaの16号線ナイト・フィーバー - Kanna ▽2:40 - 2:50 月：ノルニルの「あの手この手NIGHT」- ノルニル 火：小川哲央 夜の喫茶室 - 小川哲央 水：るーのつぶらじ - 土光瑠璃子（FES☆TIVE） 木：ウノ山本 ミッドナイトでろんず - UNO山本 ▽3:10 - 3:20 HIGH HOPES 月：チョーキューメイ、火：弁天ランド、水：Hwyl、木：ハシリコミーズ | 1:00 Hit Hit Hit!!! - 新宮志歩 ▽ 2:40 - 3:00 橋爪ももの生乾き放送 - 橋爪もも |
| 4                                                                               | 1:00 ラジオのアナ〜ラジアナ - 月：保井ひろゆき、火：岩淵紗貴（MOSHIMO） 、水：エアコンぶんぶんお姉さん 、木：太朗（太鵬） ▽1:40 - 2:00 月：安藤笑のスナック安藤 - 安藤笑（Ange☆Reve） 火：パン野実々美「みみみのみみみ」- パン野実々美 水：Palette Paradeのラジパレ! - Palette Parade 木：Kannaの16号線ナイト・フィーバー - Kanna ▽2:40 - 2:50 月：ノルニルの「あの手この手NIGHT」- ノルニル 火：小川哲央 夜の喫茶室 - 小川哲央 水：るーのつぶらじ - 土光瑠璃子（FES☆TIVE） 木：ウノ山本 ミッドナイトでろんず - UNO山本 ▽3:10 - 3:20 HIGH HOPES 月：チョーキューメイ、火：弁天ランド、水：Hwyl、木：ハシリコミーズ | 1:00 ラジオのアナ〜ラジアナ - 月：保井ひろゆき、火：岩淵紗貴（MOSHIMO） 、水：エアコンぶんぶんお姉さん 、木：太朗（太鵬） ▽1:40 - 2:00 月：安藤笑のスナック安藤 - 安藤笑（Ange☆Reve） 火：パン野実々美「みみみのみみみ」- パン野実々美 水：Palette Paradeのラジパレ! - Palette Parade 木：Kannaの16号線ナイト・フィーバー - Kanna ▽2:40 - 2:50 月：ノルニルの「あの手この手NIGHT」- ノルニル 火：小川哲央 夜の喫茶室 - 小川哲央 水：るーのつぶらじ - 土光瑠璃子（FES☆TIVE） 木：ウノ山本 ミッドナイトでろんず - UNO山本 ▽3:10 - 3:20 HIGH HOPES 月：チョーキューメイ、火：弁天ランド、水：Hwyl、木：ハシリコミーズ | 1:00 ラジオのアナ〜ラジアナ - 月：保井ひろゆき、火：岩淵紗貴（MOSHIMO） 、水：エアコンぶんぶんお姉さん 、木：太朗（太鵬） ▽1:40 - 2:00 月：安藤笑のスナック安藤 - 安藤笑（Ange☆Reve） 火：パン野実々美「みみみのみみみ」- パン野実々美 水：Palette Paradeのラジパレ! - Palette Parade 木：Kannaの16号線ナイト・フィーバー - Kanna ▽2:40 - 2:50 月：ノルニルの「あの手この手NIGHT」- ノルニル 火：小川哲央 夜の喫茶室 - 小川哲央 水：るーのつぶらじ - 土光瑠璃子（FES☆TIVE） 木：ウノ山本 ミッドナイトでろんず - UNO山本 ▽3:10 - 3:20 HIGH HOPES 月：チョーキューメイ、火：弁天ランド、水：Hwyl、木：ハシリコミーズ | 1:00 ラジオのアナ〜ラジアナ - 月：保井ひろゆき、火：岩淵紗貴（MOSHIMO） 、水：エアコンぶんぶんお姉さん 、木：太朗（太鵬） ▽1:40 - 2:00 月：安藤笑のスナック安藤 - 安藤笑（Ange☆Reve） 火：パン野実々美「みみみのみみみ」- パン野実々美 水：Palette Paradeのラジパレ! - Palette Parade 木：Kannaの16号線ナイト・フィーバー - Kanna ▽2:40 - 2:50 月：ノルニルの「あの手この手NIGHT」- ノルニル 火：小川哲央 夜の喫茶室 - 小川哲央 水：るーのつぶらじ - 土光瑠璃子（FES☆TIVE） 木：ウノ山本 ミッドナイトでろんず - UNO山本 ▽3:10 - 3:20 HIGH HOPES 月：チョーキューメイ、火：弁天ランド、水：Hwyl、木：ハシリコミーズ | 1:00 Hit Hit Hit!!! - 新宮志歩 ▽ 2:40 - 3:00 橋爪ももの生乾き放送 - 橋爪もも |
| 4:45 旬!SHUN!ピックアップ - 竹内都子、ねづっち、島田秀平、真木ひろか、萬谷宜子  | 4:45 旬!SHUN!ピックアップ - 竹内都子、ねづっち、島田秀平、真木ひろか、萬谷宜子 | 4:45 旬!SHUN!ピックアップ - 竹内都子、ねづっち、島田秀平、真木ひろか、萬谷宜子 | 4:45 旬!SHUN!ピックアップ - 竹内都子、ねづっち、島田秀平、真木ひろか、萬谷宜子 | 4:45 今旬!いいもの百貨店 - 竹矢宣子、おくまん | |

### 週末
|                                               | 土曜日 | 日曜日 |
| 5                                             | 5:00 Raise on Saturday〜どうする!土曜日!! - 斉藤リョーツ ▽5:20 - 5:30 花耶の耳たぶ - 花耶 ▽5:40 - 6:00 ディスカバー彩の国 - 保井ひろゆき ▽6:15 - 6:30 今旬!いいもの百貨店 - 竹矢宣子、おくまん ▽6:45 - 6:55 江澤亜弥のキープオンゴルフ - 江澤亜弥                  | 5:00 スギテツのGRAND NACK RAILROAD - 杉浦哲郎・岡田鉄平（スギテツ） |
| 6                                             | 5:00 Raise on Saturday〜どうする!土曜日!! - 斉藤リョーツ ▽5:20 - 5:30 花耶の耳たぶ - 花耶 ▽5:40 - 6:00 ディスカバー彩の国 - 保井ひろゆき ▽6:15 - 6:30 今旬!いいもの百貨店 - 竹矢宣子、おくまん ▽6:45 - 6:55 江澤亜弥のキープオンゴルフ - 江澤亜弥                  | 6:00 はんざき畑 - 半﨑美子 |
| 6                                             | 5:00 Raise on Saturday〜どうする!土曜日!! - 斉藤リョーツ ▽5:20 - 5:30 花耶の耳たぶ - 花耶 ▽5:40 - 6:00 ディスカバー彩の国 - 保井ひろゆき ▽6:15 - 6:30 今旬!いいもの百貨店 - 竹矢宣子、おくまん ▽6:45 - 6:55 江澤亜弥のキープオンゴルフ - 江澤亜弥                  | 6:30 森田健作 青春もぎたて朝一番！ - 森田健作・酒井法子 |
| 7                                             | 5:00 Raise on Saturday〜どうする!土曜日!! - 斉藤リョーツ ▽5:20 - 5:30 花耶の耳たぶ - 花耶 ▽5:40 - 6:00 ディスカバー彩の国 - 保井ひろゆき ▽6:15 - 6:30 今旬!いいもの百貨店 - 竹矢宣子、おくまん ▽6:45 - 6:55 江澤亜弥のキープオンゴルフ - 江澤亜弥                  | 7:00 松岡昌宏の彩り埼先端 - 松岡昌宏 |
| 8                                             | 8:00 Saturday Morning Radio おびハピ! - Happyだんばら・小尾渚沙 ▽8:25 だいすけ便り - だいすけ ▽8:47 - 8:52 VAMOS！Orange & Navy - 國領浩子 ▽10:20 - 10:50 亀梨和也のHANG OUT - 亀梨和也 ▽11:00 - 11:15 DAMD presents Happy Sound Effect - Happyだんばら・Fog lamps | 8:00 INNOCENT SALON - 河邑ミク ▽8:40 - 9:00 にっぽん全国ひろし旅 - 溝畑宏・橘ゆりか ▽9:40 - 10:00 さくまひできのサンデー音楽工房 - さくまひでき ▽10:10 - 10:20 ADVANCE EARTH - 今井ちひろ ▽10:25 - 10:35 大野もとひろ SAITAMA+ - 大野もとひろ・大野ひろみ ▽11:05 - 11:25 由紀さおり 音楽（うた）の宝石箱 - 由紀さおり |
| 9                                             | 8:00 Saturday Morning Radio おびハピ! - Happyだんばら・小尾渚沙 ▽8:25 だいすけ便り - だいすけ ▽8:47 - 8:52 VAMOS！Orange & Navy - 國領浩子 ▽10:20 - 10:50 亀梨和也のHANG OUT - 亀梨和也 ▽11:00 - 11:15 DAMD presents Happy Sound Effect - Happyだんばら・Fog lamps | 8:00 INNOCENT SALON - 河邑ミク ▽8:40 - 9:00 にっぽん全国ひろし旅 - 溝畑宏・橘ゆりか ▽9:40 - 10:00 さくまひできのサンデー音楽工房 - さくまひでき ▽10:10 - 10:20 ADVANCE EARTH - 今井ちひろ ▽10:25 - 10:35 大野もとひろ SAITAMA+ - 大野もとひろ・大野ひろみ ▽11:05 - 11:25 由紀さおり 音楽（うた）の宝石箱 - 由紀さおり |
| 10                                            | 8:00 Saturday Morning Radio おびハピ! - Happyだんばら・小尾渚沙 ▽8:25 だいすけ便り - だいすけ ▽8:47 - 8:52 VAMOS！Orange & Navy - 國領浩子 ▽10:20 - 10:50 亀梨和也のHANG OUT - 亀梨和也 ▽11:00 - 11:15 DAMD presents Happy Sound Effect - Happyだんばら・Fog lamps | 8:00 INNOCENT SALON - 河邑ミク ▽8:40 - 9:00 にっぽん全国ひろし旅 - 溝畑宏・橘ゆりか ▽9:40 - 10:00 さくまひできのサンデー音楽工房 - さくまひでき ▽10:10 - 10:20 ADVANCE EARTH - 今井ちひろ ▽10:25 - 10:35 大野もとひろ SAITAMA+ - 大野もとひろ・大野ひろみ ▽11:05 - 11:25 由紀さおり 音楽（うた）の宝石箱 - 由紀さおり |
| 11                                            | 8:00 Saturday Morning Radio おびハピ! - Happyだんばら・小尾渚沙 ▽8:25 だいすけ便り - だいすけ ▽8:47 - 8:52 VAMOS！Orange & Navy - 國領浩子 ▽10:20 - 10:50 亀梨和也のHANG OUT - 亀梨和也 ▽11:00 - 11:15 DAMD presents Happy Sound Effect - Happyだんばら・Fog lamps | 8:00 INNOCENT SALON - 河邑ミク ▽8:40 - 9:00 にっぽん全国ひろし旅 - 溝畑宏・橘ゆりか ▽9:40 - 10:00 さくまひできのサンデー音楽工房 - さくまひでき ▽10:10 - 10:20 ADVANCE EARTH - 今井ちひろ ▽10:25 - 10:35 大野もとひろ SAITAMA+ - 大野もとひろ・大野ひろみ ▽11:05 - 11:25 由紀さおり 音楽（うた）の宝石箱 - 由紀さおり |
| 12                                            | 12:00 ベストヒットUSA - 小林克也 | 12:00 Cheerful Cheers! - 保田圭・和田明日香 |
| 12                                            | 12:55 HITS! THE TOWN - バカボン鬼塚・山口五和 ★ ▽15:04 旬!SHUN!ピックアップ - 竹内都子、ねづっち、島田秀平、真木ひろか、萬谷宜子 | 12:55 SUNDAY LIONS - 久保孝真（三拍子）・滝島杏 実況 - 小笠原聖、加藤暁 |
| 13                                            | 12:55 HITS! THE TOWN - バカボン鬼塚・山口五和 ★ ▽15:04 旬!SHUN!ピックアップ - 竹内都子、ねづっち、島田秀平、真木ひろか、萬谷宜子 | 12:55 SUNDAY LIONS - 久保孝真（三拍子）・滝島杏 実況 - 小笠原聖、加藤暁 |
| 14                                            | 12:55 HITS! THE TOWN - バカボン鬼塚・山口五和 ★ ▽15:04 旬!SHUN!ピックアップ - 竹内都子、ねづっち、島田秀平、真木ひろか、萬谷宜子 | 12:55 SUNDAY LIONS - 久保孝真（三拍子）・滝島杏 実況 - 小笠原聖、加藤暁 |
| 15                                            | 12:55 HITS! THE TOWN - バカボン鬼塚・山口五和 ★ ▽15:04 旬!SHUN!ピックアップ - 竹内都子、ねづっち、島田秀平、真木ひろか、萬谷宜子 | 12:55 SUNDAY LIONS - 久保孝真（三拍子）・滝島杏 実況 - 小笠原聖、加藤暁 |
| 16                                            | 12:55 HITS! THE TOWN - バカボン鬼塚・山口五和 ★ ▽15:04 旬!SHUN!ピックアップ - 竹内都子、ねづっち、島田秀平、真木ひろか、萬谷宜子 | 16:00 カメレオンパーティー - 土屋礼央・佐々木もよこ ★ |
| 17                                            | 12:55 HITS! THE TOWN - バカボン鬼塚・山口五和 ★ ▽15:04 旬!SHUN!ピックアップ - 竹内都子、ねづっち、島田秀平、真木ひろか、萬谷宜子 | 16:00 カメレオンパーティー - 土屋礼央・佐々木もよこ ★ |
| 18                                            | 18:00 N-FIELD - 白戸ゆめの ▽18:25 - 18:30 埼玉縣信用金庫 presents RUGBY TOWN SAITAMA - 堀越正己・小笠原聖 ▽18:40 - 19:00 SHIMANO presents Fishing Cafe - 福島和可菜 ▽19:05 - 19:20 埼玉トヨペット presents CARLIFE & MOBILITY - 中島秀之                           | 16:00 カメレオンパーティー - 土屋礼央・佐々木もよこ ★ |
| 19                                            | 18:00 N-FIELD - 白戸ゆめの ▽18:25 - 18:30 埼玉縣信用金庫 presents RUGBY TOWN SAITAMA - 堀越正己・小笠原聖 ▽18:40 - 19:00 SHIMANO presents Fishing Cafe - 福島和可菜 ▽19:05 - 19:20 埼玉トヨペット presents CARLIFE & MOBILITY - 中島秀之                           | 16:00 カメレオンパーティー - 土屋礼央・佐々木もよこ ★ |
| 20                                            | 18:00 N-FIELD - 白戸ゆめの ▽18:25 - 18:30 埼玉縣信用金庫 presents RUGBY TOWN SAITAMA - 堀越正己・小笠原聖 ▽18:40 - 19:00 SHIMANO presents Fishing Cafe - 福島和可菜 ▽19:05 - 19:20 埼玉トヨペット presents CARLIFE & MOBILITY - 中島秀之                           | 16:00 カメレオンパーティー - 土屋礼央・佐々木もよこ ★ |
| 21                                            | 21:00 ベリーグッドマンRoverのしゃべろ場 - Rover（ベリーグッドマン） | 21:00 松山千春 ON THE RADIO - 松山千春 |
| 21                                            | 21:30 OFF KEN RADIO - 三原健司（フレデリック） | 21:00 松山千春 ON THE RADIO - 松山千春 |
| 22                                            | 22:00 巨匠大陸 - 寺中友将（KEYTALK） | 22:00 鈴木雅之 FUNKY BROADWAY - 鈴木雅之 |
| 22                                            | 22:30 ダイアモンド☆ユカイ Hello サムシング! - ダイアモンド☆ユカイ | 22:30 generock by yoko yazawa - 矢沢洋子 |
| 23                                            | 23:00 宅見将典「夢音Journey」- 宅見将典 | 23:00 Voice Actors RADIO R-5・81 - 久保田未夢・高木美佑 |
| 23                                            | 23:30 中村橋之助 ぶっかえりNIGHT - 中村橋之助 (4代目) | 23:30 NACKアフィラジ - 渚カオリ、葉山カナ、寺坂ユミ（純情のアフィリア） |
| 0                                             | 0:00 BEYOOOOONDSのDOYOOOOOB! - BEYOOOOONDS・OCHA NORMA | 0:00 ラナメリサのきいてよベイベー - ラナメリサ |
| 0                                             | 0:30 ウォルピスカーターの社長室からお送りします。 - ウォルピスカーター | 0:30 七転八起～Never give up～ - 山北早紀（i☆Ris） |
| 1                                             | 1:00 FANTASY RADIO - 春日萌花 ▽3:00 いんたま3 - 春日萌花・川内彩 | 1:00 ※放送休止（特別番組の場合あり） |
| 2                                             | 1:00 FANTASY RADIO - 春日萌花 ▽3:00 いんたま3 - 春日萌花・川内彩 | 1:00 ※放送休止（特別番組の場合あり） |
| 3                                             | 1:00 FANTASY RADIO - 春日萌花 ▽3:00 いんたま3 - 春日萌花・川内彩 | 1:00 ※放送休止（特別番組の場合あり） |
| 4                                             | 1:00 FANTASY RADIO - 春日萌花 ▽3:00 いんたま3 - 春日萌花・川内彩 | 1:00 ※放送休止（特別番組の場合あり） |
| 4:45 今旬!いいもの百貨店 - 竹矢宣子、おくまん | | 1:00 ※放送休止（特別番組の場合あり） |

#### スポーツ関連
- NACK5 SPORTS SPECIAL サッカースタジアムライブ（Jリーグ・浦和レッズ、大宮アルディージャ戦中継）
  - 浦和レッズ・大宮アルディージャのホームゲームを不定期に中継。
- NACK5 SUNDAY LIONS
  - 埼玉西武ライオンズの土曜日（ホームかつナイトゲーム）および一部を除く日曜日の試合がある日に放送される。

#### プロ野球オフシーズン編成のみ
- 毎週日曜日 18:00 - 21:00　YOI-KARA - ストレッチーズ（高木貫太・福島敏貴）

#### 月曜日未明（日曜深夜）特別編成枠
放送機材メンテナンスのために設けられている枠を使い、特別番組を行うことがある。2020年春改編よりほぼ毎週メンテナンスを行うようになったが、それ以前はメンテナンスを伴う放送休止は月に1 - 2回程度でそれ以外の週では、後述の番組に加えてレギュラー番組の特別版や単発の特別番組を放送している。日曜日に終夜放送を頻繁に行う放送局は珍しく、関東広域圏の他の放送局ではbayfmが毎週、ニッポン放送・TBSラジオで各々月一回放送を行っている。例えば、特別番組が3時間で終わる場合、日曜 28:00 - 29:00の1時間分が放送休止時間帯となる。
DEZERT ストロベリー・ナイト・シンドローム☆普通じゃNight☆
- ヴィジュアル系バンドDEZERTが不定期（実質月1回）に放送する番組。2018年9月9日・10月28日・11月11日・12月9日、2019年1月27日・2月24日・3月24日・4月7日・9月15日・10月27日・11月10日、2020年1月12日・2月9日・3月15日・4月12日・10月11日・12月20日、2021年1月17日・2月14日・3月7日・4月25日・7月11日・12月12日、2022年1月30日・3月27日・5月29日・7月3日・8月7日・10月9日・11月13日、2023年4月9日・6月25日・8月20日・12月24日、2024年3月24日・11月17日・12月15日、2025年5月11日（これまで通算38回）に放送。
- 番組名、コーナー名は自身の楽曲名をもじったものが付けられている。
- 2回目以降はゲスト出演や電話インタビューも行われている。2018年10月28日放送分にはムック・ミヤ（電話インタビュー）、11月11日放送分にはアルルカン・暁、來堵、奈緒（スタジオ出演）、12月9日放送分にはLM.C・maya（スタジオ出演）、2019年1月27日放送分にはアルルカン・暁（スタジオ出演）、ムック・SATOち（電話インタビュー）が出演している。
- 2019年1月27日放送分から以前までの放送時間（深夜1:00 - 5:00）を短縮し、深夜4:00までの放送となった。理由についてメンバーからは「（4時間は）しんどかったから」と語られたものの、「夜中の4時に大宮に放り出されることになるから（始発もまだのため）あんまり変わらない」とも添えられている。
- 4月7日の放送をもって「番組は活動休止」としていったん最終回となったが、2019年9月15日の放送で5カ月ぶりに番組が復活することになった。終了理由については「次月（5月）の番組枠の確保ができず、あわせて（日曜深夜の）放送機器メンテナンスが長期にわたるものになるため」と説明がされた。
- 2020年4月12日放送分では、新型コロナウイルス感染症拡大防止のため、ボーカル千秋のみがスタジオに出演（ギター・Miyako、ベース・Sacchan、ドラム・SORAは電話出演のみ）。
- 新型コロナウイルス感染症拡大防止のため、当初2020年5月10日の16回目の放送分が10月11日に延期されて事実上、半年ぶりに放送が再開することになった。2021年4月25日の放送では、約1年ぶりにメンバー全員が揃って生放送を実施した。

#### ポッドキャスト限定番組
地上波番組と同内容の配信、連動企画などは除く。
- 月2回配信：ジョルダン presents AIでクリエイティブなラジオ[30] - 小島裕樹
  - アシスタント：おじさんと小娘、久慈愛、植万由香（回替わり）
- 毎週月曜17時配信：ナユタの伸びしろ![31] - ナユタ

### 随時
- NACK5 NEWS - 詳しくはリンク先参照。
- NACK5 WEATHER - 南関東を中心に関東地方の天気を伝える。
- NACK5 TRAFFIC - 埼玉県内を中心に日本道路交通情報センターが関東地方広域の交通情報を伝える。放送時間などはNACK5 TRAFFICの項目を参照。

ヘヴィー・ローテーション - NACK5がオススメする楽曲がCM枠で不定期に流される。
- NACK5 POWER PLAY - ナビゲーターは浅井博章。
- NACK5 POWER SELECTION - ナビゲーターは高森浩二。

## アナウンサー
2025年4月現在、局所属のアナウンサーはおらず、主に事務所所属のフリーアナウンサーを曜日や時間帯ごとに起用する形をとっている。

### ニュースアナウンサー
| 氏 名      | 前職等                                              | 備考                                                                                                   |
| ---------- | --------------------------------------------------- | --- |
| 中村直美   | NHK長崎放送局など、ホリプロ所属                     | 主に毎週月曜12時 - 19時担当。                                                                          |
| 各務梓菜   | NHK静岡放送局→ライムライト所属。                    | 主に毎週火曜12時 - 19時担当。                                                                          |
| 増井里加   | ラジオ福島→えりオフィス（業務提携）                 | 主に毎週水曜12時 - 19時担当。 エフエム江戸川にも出演中                                                 |
| 前場美保子 | RFCラジオ福島→文化放送契約→メディア・スタッフ所属   | 主に毎週木曜12時 - 19時担当。                                                                          |
| 長島瑞穂   | 秋田テレビ→圭三プロダクション所属                   | 主に金曜・土曜の午後担当（HITS! THE TOWN・スポーツ中継番組編成も含む）。 ※金曜日は3週目・4週目を除く。 |
| 吉江まりも | エフエム群馬→群馬テレビ→圭三プロダクション所属      | Good Luck! Morning!（月 - 水曜担当）                                                                   |
| 楠紗友里   | FBC福井放送→スターダストプロモーション→ホリプロ所属 | Good Luck! Morning!（木曜） Good Luck! Morning! -Friday-                                               |
| 植万由香   | 山梨放送→ディスカバリー・ネクスト→フリー            | INNOCENT SALON カメレオンパーティー                                                                    |

### ショッピングキャスター
- 堂尾弘子（元・ニッポン放送アナウンサー、プラステン所属。）
- 下角陽子（元・ニッポン放送アナウンサー、現・ライツネットワークメンバー、相撲ジャーナリスト。）
- 吉村洋子（元・CBC中部日本放送アナウンサー、2017年4月までニュースアナウンサーだった重松和世とは先輩後輩の関係に当たる。）

月 - 木曜日ワイド番組「Smile SUMMIT」「GOGOMONZ」（どちらの番組でも祝日・年末年始期間は休止）・日曜日午前のワイド番組「INNOCENT SALON」に内包の「FM Radio Shopping NACK5版」に出演。堂尾のみ2週連続で担当。担当サイクルは堂尾→堂尾→下角→吉村となる。

### ウェザーニューズアナウンサー
気象予報会社ウェザーニューズと契約しているフリーアナウンサーが天気情報を伝える。主な出演者は以下の通り。
- 香山智里（GEM所属）

### 過去に在籍・出演していたアナウンサー
- 吉野麻子 ※2年間勤務後はフリーで出演。
- 斎藤弘美（元TOKYO FMアナウンサー）※「ウインドワード・パッセージ」担当（毎週月曜日から木曜日 9:00 - 12:55、1991年4月 - 1996年3月）
- 渥美佳代子（元文化放送アナウンサー、現FMKawaguchi856studioアナウンサー・DJ）
- 西村文江
- 原田佳子（アナウンスハウス所属）
- 石亀幸子（元・BSS山陰放送アナウンサー）
- 原志保（元・秋田放送アナウンサー、メディア・スタッフ所属）
- 平原沖恵（元・NHK鹿児島放送局契約アナウンサー、当時圭三プロダクション所属）
- 植田有紀子（元・YBS山梨放送アナウンサー、当時圭三プロダクション所属）
- 二階堂絵美（元・KFB福島放送契約アナウンサー、2012年にテレビ埼玉に移籍）
- 高橋友希（元・鹿児島讀賣テレビアナウンサー、ジョイスタッフ所属）
- 吉原美香（元・NHK水戸放送局など、圭三プロダクション所属、産休のため2013年10月いっぱいで降板）
- 青山絵美（元・テレビ山梨アナウンサー、セント・フォース所属、出産準備のため2015年12月いっぱいでニュースアナウンサーは降板。2016年3月までは引き続きレギュラー番組「清水勇人 ザ・フロンティアーズ」」やスポットCMに出演した）
- 中西真貴（元・鹿児島テレビアナウンサー、圭三プロダクション所属）
- 重松和世（元・CBC中部日本放送アナウンサー、メディア・スタッフ所属、出産準備のため2017年4月いっぱいで降板）
- 鈴木理香子（元・青森朝日放送および中京テレビ放送アナウンサー、セント・フォース所属、2019年7月いっぱいで降板）
- 加納有沙（元・九州朝日放送および文化放送アナウンサー、2020年3月いっぱいで降板）
- 落合由佳（元・青森朝日放送、テレビ埼玉アナウンサー、フロム・ファーストプロダクション（業務提携）、2023年3月まで）

### 元NACK5ショッピングキャスター
- 北浦久美子（元・J-WAVEニュースアナウンサー、現在はTBSラジオにてショッピングキャスター）

## NACK5 TRAFFIC
交通情報は以下のセンターから、一定時間を置いて（21時以降はコーナーがない）放送。
- 日本道路交通情報センター（JARTIC）
  - 九段センター
  - さいたまセンター（埼玉県警察本部交通部交通管制センター内)
  - 警視庁スタジオ（警視庁交通部交通規制課交通管制センター内）
- 交通管制センター
  - JARTICの時は「埼玉センターの江良さん / 前田さん」・NACK5の専属キャスターの時は「交通管制センターの吉田さん / 溝淵さん / 森下さん」と担当者の所属によって呼びかけを変えている。15 - 17時台の交通情報は交通管制センターの3人のいずれかが担当する。基本的に月・火曜が吉田、水・木曜が溝淵、金 - 日曜は森下（土日は13時台から）が担当。
    - 吉田美佐（月・火曜担当）
    - 溝淵美智子（水・木曜担当）
    - 森下奈津子（金 - 日曜担当、土日は13時台から担当している）

なお、年末年始期間（大晦日）やお盆期間中は夜遅くまで放送されることがある。
- 2025年4月現在の放送時間（スポーツ中継の場合は、試合状況により時間変更の場合がある）
  - 凡例 九段センター：（九） さいたまセンター：（埼） 警視庁スタジオ：（警） 交通管制センター：無印

- - 月曜日 - 木曜日
6:10（九）・6:40（九）・7:04（九）・7:45（埼）・8:03（埼）・8:26（埼）・8:45（九）（Good Luck! Morning内）
9:30（埼）・10:06（九）・10:30（埼）・11:05（九）・11:30（埼）・12:03（九）・12:20（警）（Smile SUMMIT内）
13:05（警）・13:30（埼）・14:03（九）・14:30（埼）・15:03・15:31・16:06・16:36（GOGOMONZ内）
17:12・17:26（警）・17:37（THE SEITARO★RADIO SHOW「1700」内）
18:07（九）・18:30（九）・19:05（九）・19:30（九）（キラスタ内）
20:30（九）（FAV FOUR内）
  - 金曜日
6:10（九）・6:40（九）・7:04（九）・7:45（埼）・8:03（埼）・8:26（埼）・8:45（九） （Good Luck! Morning! -Friday- 内）
9:30（埼）・10:05（九）・10:30（埼）・11:03（九）・11:30（埼）・12:03（九）・12:30（警）・13:03（警）・13:30（埼）・14:03（九）・14:36（埼）・15:03・15:30・16:03・16:30・17:20（警）・17:40 （FUNKY FRIDAY内）
19:21（九）（BEAT SHUFFLE内）
  - 土曜日
6:12（九）・7:35（警）（Raise on Saturday〜じっとしてられない朝〜内）
8:08（九）・8:55（九）・9:20（埼）・10:15（埼）・11:35（埼）（Saturday Morning Radio おびハピ!内）
13:45・14:45・15:45・16:45・17:30（HITS! THE TOWN内）
18:05・18:30・19:02・19:30・20:01・20:30（N-FIELD内）
  - 日曜日
8:08（警）・9:05（警）・10:03（警）・10:53（警）・11:30（警）（INNOCENT SALON内）
13:45・14:45・15:30 ※SUNDAY LIONSで試合がある場合は3回・5回・7回の西武ライオンズの攻撃が終わり次第交通情報を放送。
16:30・17:30・18:05・18:30・19:02・19:30・20:01・20:30（カメレオンパーティー内）

TRAFFICの現在のBGMは3代目である。（FUNKY FRIDAYでは独自のBGMが流れる）
開局当初は「NACK FIVE 道路交通情報」の名称で放送され、BGMも別のものが使用されていた。毎年12月1日から25日は、BGMが「赤鼻のトナカイ」のピアノアレンジになる。

## 時報スポット
いわゆるラジオ時報CM。
- 開局時 月曜日から日曜日 埼玉銀行→協和埼玉銀行
- 1990年代後半 月曜日から日曜日 あさひ銀行
- 2000年代前半 月曜日から金曜日 あさひ銀行 土曜日・日曜日 サイサン（ガスワン）
- 2000年代中盤 月曜日から金曜日 埼玉りそな銀行 土曜日・日曜日 サイサン（ガスワン）
- 2011年から 月曜日から金曜日 埼玉りそな銀行 土曜日・日曜日 サイサン（ガスワン、ウォーターワン、エネワン）

開局以来、平日は一貫して埼玉銀行および後身の協和埼玉銀行→あさひ銀行→埼玉りそな銀行が提供を行っている。また、開局の頃は以上の会社だけでなく、昭和シェル石油や、テンポラリーセンターなど、人材派遣会社の時報スポットもあった。
平日の午後2時と午後4時、土曜日・日曜日の午後1時や、スポーツ中継の番組中、時報および時報スポットは入らない。
2011年3月11日に発生した東日本大震災の影響で、同年6月頃まで、埼玉りそな銀行およびサイサンによる時報スポットがなくなり「○時です。」や「○○が○時をお知らせします。」の案内がなくCM明けに突然時報だけが流れるといった状態があった。
2017年5月頃から、土曜日・日曜日のサイサンのCMでは新バージョンが放送されている。

## 不祥事

### デイリー新潮による報道
2022年6月30日のデイリー新潮の報道で、営業部長による新入社員へのパワーハラスメントやアルコールハラスメントが「若手いじり」の名の下で日常的に行われていたことが、元社員の男性によって告発された。
男性は2018年4月に入社し、同年6月に営業部に本配属。その際に行われた歓迎会での飲酒強要、同年に軽井沢で開催された会社主催のゴルフカップイベントでの女性用下着の着用強要のほか、翌年の同イベントではユニットバスの中で服を脱がされながらビールを浴びせかけられ、制汗スプレーにライターで火をつけられる暴行をされた。その一部始終は、他の営業部員により撮影されていたという。
男性は会社側に事情を説明し、調査によってハラスメント行為が認められたが、2020年2月に下された営業部長に対する懲戒処分は出勤停止2日間であった。男性は退職後、営業部長への損害賠償請求訴訟を起こしている。
局は本件に関するデイリー新潮の問い合わせに「ご質問にかかる個別具体的な社内処分及びそれに関連する事項等について、コメントは差し控えさせていただきます」とコメントしている。
　　2024年8月にリスナーのスマホを了承なく盗聴した疑いがある。位置データも使用した疑いがある。